# Hannah Arendt
Hannah Arendt (pronunciación en alemán: /ˌhana ˈaːʁənt/ (escucharⓘ)), nacida Johanna Arendt (Linden-Limmer, 14 de octubre de 1906 - Nueva York, 4 de diciembre de 1975) fue una filósofa, historiadora, politóloga, socióloga, profesora de universidad, escritora y teórica política alemana, posteriormente nacionalizada estadounidense, de religión judía y aunque ella no se hacía llamar como tal, puede ser considerada como una de las filósofas más influyentes del siglo XX.
La privación de derechos y persecución en Alemania de judíos a partir de 1933, así como su breve encarcelamiento ese mismo año, contribuyeron a que decidiera emigrar. El régimen nacionalsocialista le retiró la nacionalidad en 1937, por lo que fue apátrida, hasta que consiguió la nacionalidad estadounidense en 1951. No obstante (y a pesar de esta experiencia) Arendt no denunció el modelo de segregación racial estadounidense en que se inspiraron los nazis, el sistema Jim Crow, sino que adoptó posiciones críticas frente al movimiento por los derechos civiles, como demuestra su polémica intervención en el debate sobre Little Rock.
Trabajó, entre otras cosas, como periodista y maestra de escuela superior. Publicó obras importantes sobre filosofía política, pero rechazaba ser clasificada como «filósofa» y también se distanciaba del término «filosofía política»: prefería que sus publicaciones fueran clasificadas dentro de la «teoría política». Arendt defendía un concepto de «pluralismo» en el ámbito político: gracias al pluralismo, se generaría el potencial de una libertad e igualdad políticas entre las personas. Para lo cual es importante la perspectiva de la inclusión del otro: en acuerdos políticos, convenios y leyes deben trabajar a niveles prácticos personas adecuadas y dispuestas. Como fruto de estos pensamientos, Arendt se situaba de forma crítica frente a la democracia representativa y prefería un sistema de consejos o formas de democracia directa.
A menudo, continúa siendo estudiada como filósofa, en gran parte debido a sus discusiones críticas de filósofos como Sócrates, Platón, Aristóteles, Immanuel Kant, Martin Heidegger y Karl Jaspers, además de representantes importantes de la filosofía política moderna como Maquiavelo y Montesquieu. Precisamente gracias a su pensamiento independiente, a su teoría del totalitarismo (Theorie der totalen Herrschaft), a sus trabajos sobre filosofía existencial y a su reivindicación de la discusión política libre, Arendt tiene un papel central en los debates contemporáneos.
Como fuentes de sus disquisiciones, además de documentos filosóficos, políticos e históricos, Arendt emplea biografías y obras literarias. Estos textos son interpretados de forma literal y confrontados con el pensamiento de Arendt. Su sistema de análisis —parcialmente influido por Heidegger— la convierte en una pensadora original, de tendencia conservadora, situada entre diferentes campos de conocimiento y especialidades universitarias. Su devenir personal y el de su pensamiento muestran un importante grado de coincidencia.

## Vida y obra

### Infancia y juventud

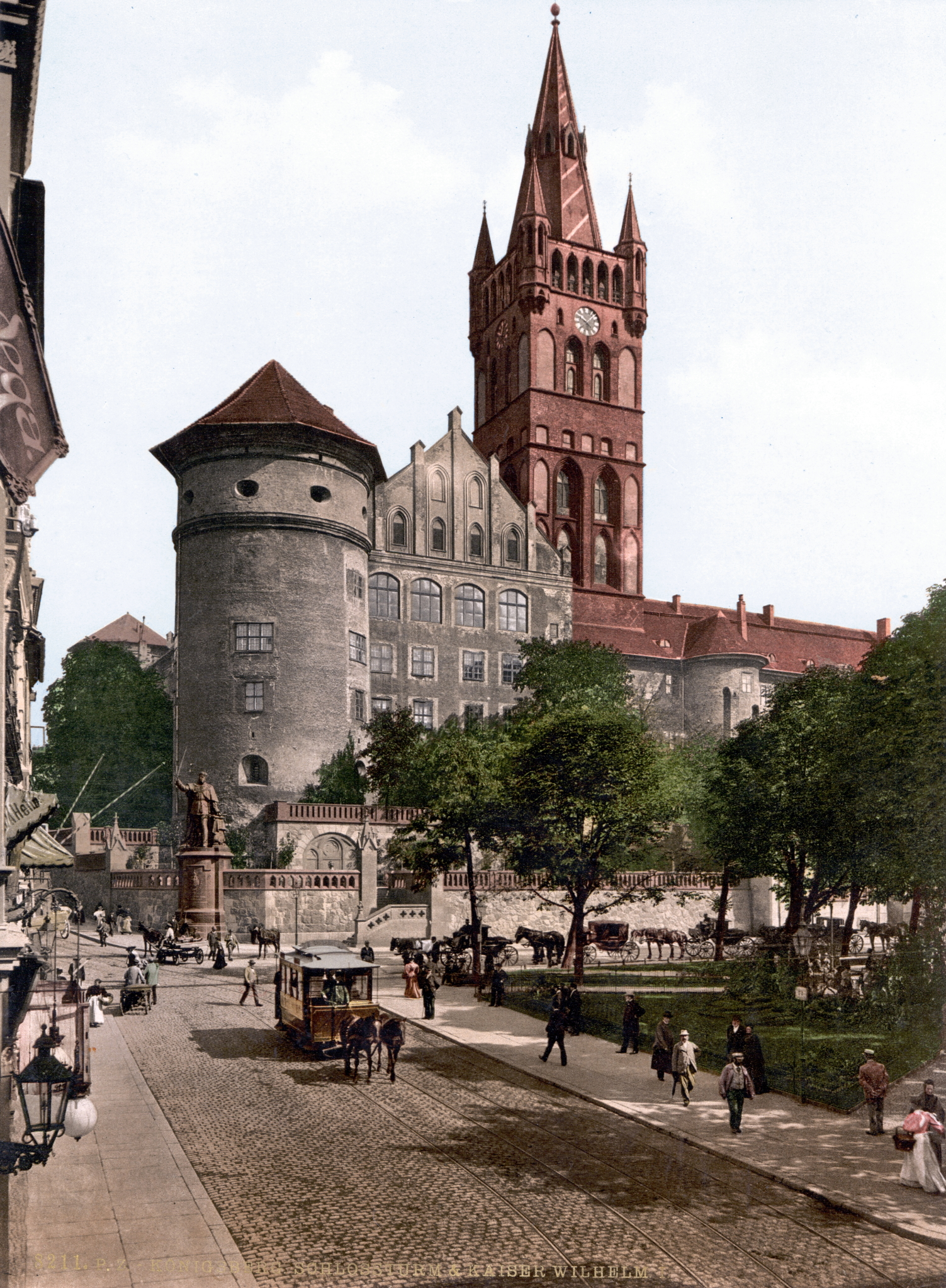
La Königsberg prusiana, actual Kaliningrado.

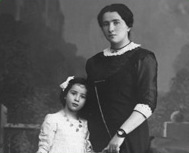
Hannah Arendt y su madre en 1912

Arendt nació en 1906, en el seno de una familia de judíos secularizados, cerca de Hannover. Sus antepasados provenían de Königsberg, en Prusia (la actual ciudad rusa de Kaliningrado), a donde regresaron su padre, el ingeniero Paul Arendt, enfermo de sífilis, su madre Martha Cohn y ella, cuando Hannah tenía solo tres años. Tras la muerte de su padre en 1913, fue educada de forma bastante liberal por su madre, que tenía tendencias socialdemócratas. En los círculos intelectuales de Königsberg en los que se formó, la educación de las niñas era algo que se daba por supuesto. A través de sus abuelos conoció el judaísmo reformista. No pertenecía a ninguna comunidad religiosa, pero siempre se consideró judía.
En 1920, a los catorce años, ya había leído la Crítica de la razón pura (1781) de Kant y la Psicología de las concepciones del mundo (1919) de Jaspers. En 1923, a los diecisiete años, tuvo que abandonar la escuela por problemas disciplinarios, dirigiéndose entonces sola a Berlín, donde, sin haber acabado la escolaridad, tomó clases de teología cristiana y estudió por primera vez la obra de Søren Kierkegaard. De vuelta a Königsberg en 1924, aprobó el examen de acceso a la universidad, el cual se presentó de manera libre (Abitur).

### Estudios

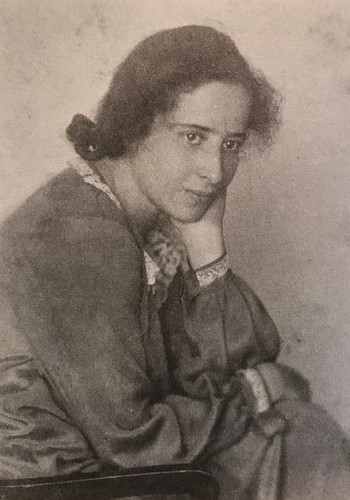
Hannah Arendt en 1924

En 1924, comenzó sus estudios en la universidad de Marburgo (Hesse) y durante un año asistió a las clases de Filosofía de Martin Heidegger y de Nicolai Hartmann, y a las de teología protestante de Rudolf Bultmann, además de griego.
Heidegger, padre de familia de 35 años, y Arendt, estudiante diecisiete años más joven que él, se enamoraron, aunque tuvieron que mantener en secreto la relación por las apariencias. A comienzos de 1926 no aguantaba más la situación y decidió cambiarse de universidad, trasladándose durante un semestre a la universidad Albert Ludwig de Friburgo, para aprender con Edmund Husserl. A continuación estudió Filosofía en la universidad de Heidelberg (Baden-Wurtemberg) y se doctoró en 1928 bajo la tutoría de Karl Jaspers, con la tesis El concepto del amor en san Agustín. La amistad con Jaspers duraría hasta la muerte de este.
Arendt había llevado una vida muy recogida en Marburgo como consecuencia del secretismo de la relación con Heidegger; solo mantenía amistad con otros alumnos, como Hans Jonas, y con sus amigos de Königsberg. En Heidelberg amplió su círculo de amigos, al que pertenecieron Karl Frankenstein, Erich Neumann, seguidor de Jung, y Erwin Loewenson, un ensayista expresionista. Jonas también se trasladó a Heidelberg y realizó trabajos sobre san Agustín.
Otro círculo de amigos se le abrió gracias a su amistad con el germanista Benno von Wiese y sus estudios con Friedrich Gundolf, que le había recomendado Jaspers. De importancia fue su amistad con Kurt Blumenfeld, director y portavoz del movimiento sionista alemán, cuyos estudios trataban sobre la llamada cuestión judía y la asimilación cultural. Hannah Arendt le agradeció en una carta de 1951 su propio entendimiento de la situación de los judíos.

### Matrimonio, comienzo del gobierno nazi, primera actividad política
Su primer libro lleva el título El concepto del amor en san Agustín: ensayo de una interpretación filosófica. Se trata de su tesis doctoral publicada en 1929 en Berlín. En la tesis, enlaza elementos de la filosofía de Martin Heidegger con los de Karl Jaspers y ya subraya la importancia del nacimiento tanto para el individuo como para su prójimo. Con ello se aleja de su maestro Heidegger, que entiende la vida como un «avanzar» hacia la muerte. La obra fue reseñada en importantes publicaciones filosóficas y literarias. Se criticó que Arendt contemplase a san Agustín como filósofo y no como padre de la Iglesia, además del hecho de que no citase la literatura teológica más reciente.
En Berlín se encontró en 1929 con el filósofo Günther Stern (que se llamaría más tarde Günther Anders), a quien ya había conocido en Marburgo. Poco más tarde se mudó a vivir con él, algo que estaba mal visto por la sociedad de la época, y ese mismo año se casaron. Tras un corto intervalo en Heidelberg, el matrimonio vivió un año en Fráncfort. Arendt escribía para el periódico Frankfurter Zeitung y participaba en seminarios de Paul Tillich y Karl Mannheim, de cuyo libro Ideología y utopía realizó una reseña crítica. Al mismo tiempo, estudiaba la obra de la escritora Rahel Varnhagen, una intelectual judía asimilada, investigadora del Romanticismo.
Cuando estuvo claro que la tesis doctoral de Stern no iba a ser aceptada por Theodor Adorno, volvieron ambos a Berlín. Allí, Arendt comenzó a trabajar en su obra sobre Rahel Varnhagen von Ense que plasmaría en forma de tesis. Tras un informe positivo de Jaspers, que además consiguió otros de Heidegger y Martin Dibelius, obtuvo una beca de la Notgemeinschaft der Deutschen Wissenschaft (Asociación de ayuda para la ciencia alemana). Simultáneamente, Arendt comenzó a interesarse cada vez más por cuestiones políticas. Leyó a Marx y Trotski y estableció contactos en la Hochschule für Politik (Escuela Superior de Política) de Berlín. Analizó la exclusión social de los judíos, a pesar de la asimilación, en base al concepto de «paria», empleado por primera vez por Max Weber para hablar de los judíos. A este término opuso el término «parvenu» (advenedizo), inspirada por los escritos de Bernard Lazare. En 1932 publicó en la revista Geschichte der Juden in Deutschland (Historia de los judíos en Alemania) el artículo «Aufklärung und Judenfrage» («La Ilustración y la cuestión judía»), en el que desarrolla sus ideas sobre la independencia del judaísmo, enfrentándolas a las de los ilustrados Gotthold Ephraim Lessing y Moses Mendelssohn y el precursor del Romanticismo Johann Gottfried Herder.
También en 1932 realiza una crítica del libro Das Frauenproblem in der Gegenwart (El problema de la mujer en la actualidad) de Alice Rühle-Gerstel, en el que encomia la emancipación de la mujer en la vida pública, pero también discute sus limitaciones —sobre todo en el matrimonio y en la vida profesional—. Constata el «menosprecio fáctico» que sufre la mujer en la sociedad y critica los deberes que no son compatibles con su independencia. En cambio, Arendt contempla el feminismo desde la distancia. Por una parte, insiste en que los frentes políticos son «frentes de hombres» y por otra considera «cuestionables» los movimientos feministas, al igual que los movimientos juveniles, porque ambos —con estructuras que traspasan las clases sociales— tienen que fracasar en su intento de crear partidos políticos influyentes.
Poco antes de la llegada al poder de Hitler (30 de enero de 1933), Karl Jaspers trató de convencerla en varias cartas de que ella debía considerarse alemana. Ella lo rechazaba señalando su existencia judía. Escribió: «Para mí, Alemania es la lengua materna, la filosofía y la poesía». En lo demás se sentía distante. En especial, criticó la expresión «el ser (Wesen) alemán» empleada por Jaspers. Este le respondió: «Me extraña que usted, como judía, se quiera diferenciar de los alemanes». Ambos también mantendrían estas posiciones enfrentadas tras la Guerra.
En 1932, Arendt ya pensaba en la emigración, pero inicialmente se quedó en Alemania cuando su marido emigró a París en marzo de 1933, y comenzó su actividad política. Por recomendación de Kurt Blumenfeld, trabajó para una organización sionista, estudiando la persecución de los judíos, que estaba en sus comienzos. Su casa sirvió de estación de tránsito para refugiados. En julio de 1933 fue detenida durante ocho días por la Gestapo. A Günter Gaus le comentó sus razones: «Si te atacan como judío, debes defenderte como judío».
Ya en 1933 defendía la postura de que debía lucharse activamente contra el régimen nacionalsocialista. Esta posición es contraria a la de muchos intelectuales alemanes, en parte incluso de los de origen judío, que querían llegar a convivir con el nacionalsocialismo, subestimando la dictadura e incluso alabando a los nuevos dueños del poder. En la entrevista con Gaus expresó su desprecio por la «Gleichschaltung» («adaptación» al nuevo régimen) de la mayoría de los intelectuales. La cuestión repugnaba a Arendt y no quería tener nada en común con esos eruditos gregarios, oportunistas o incluso entusiastas.
De este pensamiento surgió su disputa con Leo Strauss, cuyo pensamiento conservador rechazaba. También se sintió desilusionada por el ingreso de Heidegger en el NSDAP, por lo que rompió su relación con él y no la retomó hasta 1950. También finalizó la amistad con Benno von Wiese cuando este se acercó al nazismo e ingresó en el NSDAP asimismo en 1933.
Esta experiencia, de profundo alejamiento de sus amigos, es descrita varias veces en sus obras y en su correspondencia. Ella partía de la convicción de que se trataba de decisiones voluntarias, de las que el individuo era responsable. Poco antes de su muerte sostuvo que precisamente muchos pensadores profesionales fracasaron frente al nacionalsocialismo cuando se comprometieron con el régimen. Arendt no exigía de ellos una oposición activa, sino que reconocía ya el silencio como rechazo del totalitarismo.

### Exilio, segundo matrimonio y compromiso con los refugiados judíos

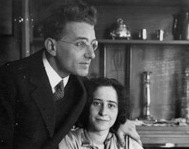
Günther Stern y Hannah Arendt

Pasando por Karlovy Vary, Checoslovaquia, Génova y Ginebra, emigró inicialmente a Francia, en 1933. En París, sin papeles, volvió a trabajar para una organización sionista, entre otras cosas, ayudando a jóvenes judíos a huir hacia Palestina. En el ámbito científico, continuó investigando sobre el antisemitismo y realizó algunas conferencias para diferentes asociaciones y en la Freie Deutsche Hochschule Paris (Escuela Superior Libre Alemana de París), fundada en el exilio el 19 de noviembre de 1935.
Hannah Arendt y su marido Günther Anders  ya tenían intereses distintos en Berlín y frecuentaban círculos de amigos separados: él, más integrado en el ambiente comunista, tenía amistad con Bertolt Brecht; ella, cada vez más cerca del sionismo y de otras personalidades judías. Inicialmente vivieron juntos en París e iban juntos a los seminarios de Alexandre Kojève y reuniones de intelectuales en el exilio. Pero el matrimonio fracasó y se divorciaron en 1937. Ella ya había conocido en 1936 a Heinrich Blücher, un excomunista, que se había opuesto muy pronto a la política de Stalin. En París, ambos pertenecían al mismo círculo de refugiados alemanes, junto con Walter Benjamin, el abogado Erich Cohn-Bendit, el psicólogo Fritz Fränkel y el pintor Kurt Heidenreich.
En 1937 se le retiró la nacionalidad alemana. En 1939 consiguió poner a salvo a su madre, que todavía estaba en Königsberg. En enero de 1940 se casó con Heinrich Blücher. Para él era su tercer matrimonio.
A comienzos de 1940, a través de la prensa, las autoridades francesas llamaron a la mayoría de los extranjeros de origen alemán para ser deportados. Arendt, junto con muchas otras mujeres, pasó una semana en los terrenos de un velódromo de París. Seguidamente fue trasladada al campo de internamiento de Gurs hasta julio de ese mismo año, ya que se la consideraba como «extranjera enemiga». En la entrevista con Gaus lo comenta de forma sarcástica: «las personas eran ingresadas por sus amigos en "campos de internamiento" y por sus enemigos en "campos de concentración"». Tras cinco semanas internada, consiguió huir, junto a otros pocos, de Gurs, aprovechando que la vigilancia francesa disminuyó temporalmente debido a la toma de París por la Wehrmacht y su avance hacia el sur. En una carta a Salomon Adler-Rudel, Arendt narraba poco después las circunstancias de los internamientos de refugiados procedentes de la Alemania nazi. Ella y su marido pasaron el periodo que siguió en Montauban, y Arendt logró obtener pasaportes para Lisboa gracias a la red que creó el periodista estadounidense Varian Fry en Marsella, que la ayudó a escapar junto a otros conocidos artistas y pensadores judíos.
Una gran amistad la unió en el exilio francés con el entonces aún ampliamente desconocido Walter Benjamin, al que también apoyó materialmente. Tras su muerte, intentó sin éxito en 1945 que se publicaran las obras de Benjamin en la editorial Schocken. Solo pudo publicar sus ensayos en 1969 en los EE. UU., con anotaciones y un prólogo propios.

### Emigración a los EE.UU., trabajo y lucha por un ejército judío

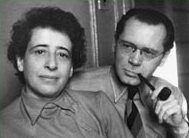
Hannah y Heinrich Blücher

En mayo de 1941 Arendt llegó, con su marido y su madre, a Nueva York, pasando por Lisboa. La familia vivió inicialmente en un pequeño hotel, de una diminuta beca que recibía de la organización de refugiados sionista. Arendt mejoró enseguida sus conocimientos de inglés. A partir de octubre de 1941 trabajó como redactora en la revista judeo-alemana Aufbau, en Nueva York. Escribía con regularidad una breve columna llamada «This means You» («Esto se refiere a ti»). El artículo inicial, titulado «Mose and Washington» («Moisés y Washington»), tiene como punto de partida la historia del exilio judío, bajo la figura de Moisés. Arendt argumenta que el judaísmo moderno (reformado) ha perdido su auténtica tradición, un motivo que también se encuentra en las tesis de su libro sobre Rahel Varnhagen. «Entre nosotros crece paradójicamente el número de los que sustituyen a Moisés y a David por Washington o Napoleón...», judíos que querían «rejuvenecerse» a costa de no judíos. Arendt observa críticamente que la historia (judía) no es ningún vehículo del que uno pueda apearse por capricho; reivindica que se haga del judaísmo una «consagración», a saber, un arma en la lucha por la libertad. Con eso quería despertar la conciencia política judía en el mundo. Reivindicó en muchos artículos la creación de un ejército judío propio, que luchara codo con codo al lado de los aliados. Ni ella ni los pocos que la secundaban consiguieron tener éxito con esta demanda, que Arendt formuló antes de que comenzaran los asesinatos en masa en los campos de exterminio.
A pesar de que Arendt se definía como una sionista (secular), fue tomando posiciones cada vez más críticas sobre la concepción sionista del mundo, que comparaba con otras ideologías como el socialismo o el liberalismo, que hacían previsiones sobre el futuro. Consideraba que la libertad y la justicia eran los principios básicos de la política, algo incompatible con la idea de un pueblo elegido. Esta posición fue mayoritariamente rechazada por la opinión pública judía.
Dos años más tarde, publicó el ensayo We Refugees («Nosotros los refugiados»), en el que discutía la desastrosa situación de los refugiados y apátridas, que son «ilegales» sin derechos.
De 1944 a 1946 fue directora de investigación de la Conference on Jewish Relations (Conferencia de relaciones judías) y, seguidamente hasta 1949, lectora en la editorial judía Schocken. De 1949 a 1952 trabajó como Executive Secretary (gerente) de la Jewish Cultural Reconstruction Corporation (JCR), la organización para el salvamento y el cuidado de la cultura judía. Hasta que en 1951 Heinrich Blücher consiguiera trabajo en una universidad dando clases de filosofía, Hannah Arendt ganaba prácticamente sola el sustento de la familia.

### Primeros viajes a Alemania e informes sobre las consecuencias del régimen nazi
El 26 de julio de 1948 murió su madre, Martha Arendt, durante el viaje a Inglaterra en el Queen Mary. Por encargo de la JCR, Conference on Jewish Relations, Hannah Arendt viajó a la República Federal Alemana en 1949-1950. Durante su estancia, se encontró, por primera vez desde 1933, con Karl Jaspers y Martin Heidegger. Realizó un segundo viaje en 1952. A partir de ese momento, viajó todos los años a Europa durante unos meses, en parte también a Israel, visitando a muchos amigos y familiares, pero en cada ocasión a Karl y Gertrud Jaspers.
En el ensayo Besuch in Deutschland. Die Nachwirkungen des Naziregimes (1950: Visita en Alemania. Las consecuencias del régimen nazi) escribe de forma muy detallada sobre la situación en la posguerra. Alemania ha destruido el tejido moral del mundo occidental en un corto período gracias a crímenes que nadie pensaba posibles. Millones de personas de Europa Oriental afluían en masa hacia el país destruido.

Se puede dudar de si la política de los Aliados de expulsar a todas las minorías alemanas de países no alemanes —como si no hubiese suficientes apátridas en el mundo— fue una acción inteligente; pero está fuera de duda que, para los pueblos europeos que sufrieron durante la Guerra la criminal política de población alemana, el simple hecho de imaginarse tener que convivir con alemanes en el mismo territorio no sólo genera rabia, sino horror.

Comprobó una curiosa indiferencia en la población. Europa estaba cubierta por una sombra de profundo dolor causada por los campos de concentración y de exterminio alemanes. Pero en ningún otro sitio se silenciaba tanto esta pesadilla de destrucción y espanto como en Alemania. «La indiferencia con la que los alemanes se mueven por entre las ruinas tiene su correspondencia en que nadie llora a los muertos».
En cambio, corrían muchas historias sobre el sufrimiento de los alemanes, que se comparaban con los sufrimientos de los demás, con lo que, de forma callada, en Alemania se consideraba que la balanza había quedado equilibrada. La huida de la responsabilidad y la búsqueda de culpas en las potencias de ocupación están muy extendidas. «El alemán medio busca las causas de la última guerra no en las acciones del régimen nazi, sino en las circunstancias que condujeron a la expulsión de Adán y Eva del Paraíso».

### Trabajos sobre la filosofía existencial
Tras la Guerra, Arendt escribió dos artículos sobre filosofía existencial. En la revista Nation apareció a comienzos de 1946 el texto French Existentialism («Existencialismo francés»), en el que examina, sobre todo, el pensamiento de Albert Camus. Expresó ante Jaspers sus grandes esperanzas en un nuevo tipo de persona que, sin «nacionalismo europeo» alguno, es europeo y que pugna por un federalismo europeo. Entre ellos contaba a Camus, que provenía de la resistencia francesa, y en quien certificaba la honradez y la profunda comprensión política.
El artículo Was ist Existenzphilosophie? («¿Qué es filosofía existencial?») fue publicado casi al mismo tiempo en EE. UU. y en la revista Die Wandlung, fundada por Jaspers y otros. En 1948 fue reeditado, junto con otros cinco textos, como un libro de ensayos. Se trataba de la primera edición de un libro suyo tras la publicación en 1929 de su tesis doctoral. En el texto desarrolla su propia posición dentro de la filosofía existencial, que no continuaría en sus obras posteriores. No permitió que se reeditara la versión inglesa.
En esta pequeña obra discute de forma crítica la filosofía de Martin Heidegger, al que atribuye una cercanía al nihilismo moderno. Heidegger no ha completado nunca su ontología. Con el análisis del Dasein a partir de la muerte, Heidegger sienta los fundamentos de la nihilidad del ser. El ser humano es descrito como similar a Dios, pero no como un ser «creador de mundos», sino como un «destructor de mundos». Arendt opone a estas ideas que «el ser humano no es Dios y vive junto con sus semejantes en un mundo», un pensamiento que repetirá más tarde a menudo. Heidegger evita los conceptos kantianos provisionales de «libertad», «dignidad humana» y «razón», reduciendo al hombre a sus funciones en el mundo y atribuyéndole existencia solo a través de la filosofía. Además, Arendt critica los «no-conceptos (Unbegriffe) mitologizantes» de Heidegger, como «pueblo» y «tierra», que había atribuido en sus clases de la década de 1930 al «yo» (Selbst). «Esa clase de concepciones sólo pueden llevar fuera de la filosofía, hacia algún tipo de superstición naturalista».
En cambio, Arendt describe la filosofía existencial de Karl Jaspers de forma exclusivamente positiva. Según ella, Jaspers rompe con todos los sistemas filosóficos, con cosmovisiones y «doctrinas de la totalidad», en lugar de las cuales se ocupa de «situaciones límite» y considera la existencia como una forma de libertad. Así, el ser humano puede, «jugando con la metafísica», palpar los límites de lo pensable y traspasarlos. Al contrario que Heidegger, para Jaspers la filosofía sería solo la preparación para la «acción» a través de la comunicación, tomando como base la razón común a todos. Jaspers sabe que el pensamiento de la trascendencia está condenado al fracaso. La filosofía de Jaspers, subraya la autora, radica principalmente en los caminos de su filosofar. Estos caminos pueden sacar del «callejón sin salida de un fanatismo positivista o nihilista».

### Posicionamiento frente a Palestina e Israel
Hannah Arendt escribió a finales de 1948 el artículo Frieden oder Waffenstillstand im Nahen Osten? («¿Paz o armisticio en el Oriente Próximo?»), publicado en EE. UU. en enero de 1950. El artículo trata sobre la historia de Palestina y la fundación del Estado de Israel. De acuerdo con el texto, la paz solo puede alcanzarse por el entendimiento y un acuerdo justo entre árabes y judíos. Describe la historia de la inmigración desde 1907 y enfatiza que, desde entonces, ambos grupos están enfrentados y que —también por la invasión otomana y más tarde del Reino Unido— nunca han considerado estar al mismo nivel o incluso nunca se han considerado como personas. Mientras que describe la falta de patria o de mundo (Weltlosigkeit) como el mayor problema de los judíos, critica a la mayoría de los dirigentes sionistas, que no han visto los problemas del pueblo árabe.
Su visión es una Palestina de dos naciones sobre la base de una política no nacionalista, una federación, que posiblemente podría incluir otros estados de Oriente Medio. La inmigración y la expulsión de una parte de la población de origen árabe representa una hipoteca moral, mientras que los colectivos que se basan en la igualdad y la justicia (kibutz) y la Universidad Hebrea de Jerusalén, así como la industrialización, están en la columna del activo.
Según Arendt, Israel podía librarse de las leyes del capitalismo, ya que era financiado por donaciones desde EE. UU. y, por lo tanto, no estaba bajo la obligación de maximizar el beneficio. Su preocupación era que Israel siguiese una política expansionista agresiva, tras una guerra ganada, que había traído la desgracia a judíos y árabes, además de haber destruido todos los sectores económicos de ambos pueblos. Pero tenía esperanzas en el espíritu universalista del judaísmo y en las fuerzas dispuestas al entendimiento en los estados árabes.
En esa época había muy pocas personalidades de los lados judío y árabe que apoyasen una Palestina binacional. Arendt hace referencia al primer presidente de la universidad hebrea Judah Leon Magnes y el político y catedrático de filosofía libanés Charles Malik, de los que destaca su excepcionalidad. Ambos apoyaron claramente un entendimiento entre judíos y árabes para la solución del problema palestino, Magnes en 1946 y Malik ante el Consejo de Seguridad de la ONU en mayo de 1948.
Cuando en diciembre de 1948 el antiguo dirigente de la organización terrorista antibritánica Irgún, Menájem Beguin, llegó a Nueva York con el objetivo de conseguir donaciones para su nuevo partido Herut, veintiséis intelectuales, entre los que se contaban varios de origen judío, escribieron una dura carta abierta que se publicó el 4 de diciembre de 1948 en el New York Times. Entre los firmantes se encontraban, además de Hannah Arendt, entre otros, Isidore Abramowitz, Albert Einstein, Sidney Hook y Stefan Wolpe. En la carta advertían claramente contra este partido que consideraban de «extrema derecha» y «racista».
Veinte años más tarde, Arendt escribió a una amiga, la escritora norteamericana Mary McCarthy, que Israel era un ejemplo impresionante de igualdad entre las personas. Más importante consideraba la «pasión por la supervivencia» del pueblo judío, presente desde la antigüedad. Expresaba su miedo de que el Holocausto pudiera repetirse. Considera que Israel es necesario como lugar de refugio y debido al incombustible antisemitismo. Arendt comenta que cualquier catástrofe verdadera en Israel le afecta más que casi cualquier otra cosa.

### Formas de dominio total
Inmediatamente después de la II Guerra Mundial, Arendt comenzó a trabajar en un extenso estudio sobre el nacionalsocialismo; en 1948 y 1949 ampliado al estalinismo. El libro está formado por tres partes: Antisemitismus («Antisemitismo»), Imperialismus («Imperialismo») y Totale Herrschaft (dominio total, «Totalitarismo»). Mientras que para las dos primeras partes Arendt pudo basarse en gran medida sobre material histórico y literario existente, para la tercera parte tuvo que trabajar la documentación de base por su cuenta. En 1951 apareció la edición estadounidense con el título The Origins of Totalitarianism (Los orígenes del totalitarismo). La versión alemana de 1955, elaborada por la propia Arendt y en parte distinta de la original, llevaba el título Elemente und Ursprünge totaler Herrschaft (literalmente, «Elementos y orígenes del dominio total»). Hasta la tercera edición de 1966 repasó y amplió la obra. El trabajo no es pura historiografía; más bien critica el pensamiento causal de la mayoría de los historiadores y observa que todos los intentos de los historiadores por explicar el antisemitismo han sido insuficientes.
Planteó una nueva y muy discutida tesis que dice que los movimientos totalitarios se apoderan de todas las cosmovisiones e ideologías y las pueden convertir, a través del terror, en nuevas formas de estado. Según Arendt, históricamente, hasta 1966, esto solo han podido realizarlo de forma completa únicamente el nazismo y el estalinismo.
Al contrario que otros autores, Arendt considera totalitarios exclusivamente a estos dos sistemas y no a las dictaduras de partido único, como el fascismo italiano, el franquismo o el régimen de posguerra de la República Democrática Alemana. Destaca la nueva cualidad del totalitarismo frente a las dictaduras habituales. El primero se extiende a todas las áreas de la vida humana, no sólo al nivel político. En el centro está un movimiento de masas. En el nazismo se produjo una inversión completa del sistema jurídico. Crímenes, asesinatos en masa, eran la regla. Además del terror, considera que la aspiración al dominio mundial es una característica importante del totalitarismo.
Arendt pone en relieve cómo, sobre el trasfondo de la sociedad de masas y de la caída de los estados nacionales a causa del imperialismo, las formas políticas tradicionales, especialmente los partidos, fueron más débiles que los movimientos totalitarios, con sus nuevas técnicas de propaganda de masas.
Junto a las fuentes históricas, Arendt emplea también fuentes literarias, como por ejemplo Marcel Proust, y dialoga con numerosos pensadores desde la Antigüedad, como Kant y Montesquieu. Aplica su método propio de «tomar en serio y literalmente las opiniones ideológicas». Las afirmaciones de ideólogos totalitarios habrían sido infravaloradas por muchos observadores.
Las descripciones del totalitarismo sirvieron sobre todo a los politólogos para desarrollar teorías del totalitarismo que en parte van mucho más allá de la estricta definición de Arendt.

### Nacionalidad estadounidense, desarrollo profesional y posicionamientos políticos
En 1951 Hannah Arendt consiguió la nacionalidad estadounidense. Arendt había sufrido mucho como apátrida, porque lo consideraba una exclusión de la sociedad humana. La ciudadanía significaba para ella «el derecho a tener derechos». Para solucionar este problema exigía una ampliación de la constitución de los EE. UU. por la cual nadie podría perder su nacionalidad si con ello se convirtiera en apátrida.
En Alemania, en 1933, Hannah Arendt se encontraba de camino a una carrera académica normal, con cátedra en la universidad. El nazismo destruyó esos planes. En sus cartas y hasta poco antes de su muerte, señalaba que no poseía ni bienes ni posición, lo que, según su propia opinión, contribuyó a la independencia de su pensamiento.
Una y otra vez demostró valor personal, por ejemplo a través de su trabajo en organizaciones judías durante el nazismo. Sus posicionamientos personales y públicos frente a los acontecimientos políticos causaban a menudo controversias entre sus oponentes, pero también entre sus amigos; su valor cívico fue tenido frecuentemente por intransigencia y combatido como tal.
En un texto breve de 1948 titulado Memo on research, Arendt nombra los temas políticos más importantes de la época. Distingue entre problemas centrales de la época:

Totalitarismo, la cuestión racial, la decadencia del sistema de estados nación europeo, la emancipación de los pueblos coloniales, la liquidación del imperialismo británico.

y los problemas exclusivamente judíos:

Antisemitismo, el asunto de Palestina, migraciones, falta de patria, etc.

Poco antes había escrito a Jaspers:

Unter freien Umständen sollte eigentlich jeder einzelne entscheiden dürfen, was er nun gerne sein möchte, Deutscher oder Jude oder was immer [...] Woran mir liegen würde, und was man heute [1947] nicht erreichen kann, wäre eigentlich nur eine solche Änderung der Zustände, daß jeder frei wählen kann, wo er seine politischen Verantwortlichkeiten auszuüben gedenkt und in welcher kulturellen Tradition er sich am wohlsten fühlt.
Bajo circunstancias de libertad, todo individuo debería poder decidir lo que quiere ser, alemán o judío o lo que sea [...] Si de mí dependiese, y es algo que no se puede alcanzar en la actualidad [1947], habría simplemente un cambio de las circunstancias, de tal forma que todos pudiesen elegir libremente dónde piensan desarrollar su responsabilidad política y en qué tradición cultural se encuentran más cómodos.
Arendt, Arendt a Jaspers pág. 127.

A la edad de 47 años, consiguió en 1953 una cátedra temporal en el Brooklyn College de Nueva York, en parte gracias al éxito conseguido en EE. UU. con su libro sobre el totalitarismo. En Nueva York trabajó, junto con Martin Buber y otros, por la fundación del Leo Baeck Institute, un centro de documentación e investigación de la historia de los judíos de habla alemana. Los fondos están disponibles de forma digital en el Jüdisches Museum Berlin.

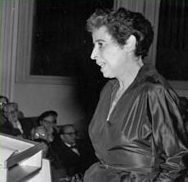
Hannah Arendt en 1955

En la década de 1950, en conexión con el análisis del totalitarismo, Arendt planeó un trabajo sobre el marxismo. De sus investigaciones preliminares surgieron algunos artículos, ensayos y lecciones. En 1953 publicó en Aufbau el texto: Gestern waren wir noch Kommunisten... (Ayer éramos todavía comunistas...). Arendt distingue allí entre «antiguos comunistas» y «excomunistas». Los primeros eran bien artistas que fueron empleados como reclamo, bien aquellos que habían comprendido las implicaciones de los Procesos de Moscú, el Pacto Ribbentrop-Mólotov o la falta de democracia interna del partido y en consecuencia se habían retirado a su vida privada. Los segundos habrían convertido sus conocimientos del comunismo como trampolín para una nueva carrera como expertos anticomunistas y de la Guerra Fría.
Gran preocupación le produjo durante esta época la persecución en los EE. UU. de antiguos comunistas, intelectuales y artistas por Joseph McCarthy y sus seguidores. Entre tanto valoraba el levantamiento húngaro de 1956 como ejemplo de ensayo de una revolución pacífica con trazos de un sistema de consejos. En 1960 publicó Die ungarische Revolution und der totalitäre Imperialismus (La revolución húngara y el imperialismo totalitario; en inglés apareció como parte de la segunda edición de The Origins of Totalitarism) y en 1961 Between Past and Future (Entre el pasado y el futuro; seis ensayos sobre el pensamiento político).
Ya a mediados de la década de 1950, Arendt había realizado una solicitud de cobro de daños y perjuicios al Estado alemán (Deutsche Wiedergutmachungspolitik) por las injusticias sufridas bajo el régimen nazi, solicitud que fue rechazada en diversas ocasiones. Karl Jaspers escribió una carta asegurando que la obra sobre Rahel Varnhagen, en su versión de 1933, era un trabajo posdoctoral finalizado con éxito, que le hubiese permitido la docencia en una universidad alemana, y que no pudo ser presentada a causa de la subida al poder del régimen nazi. No fue hasta 1972 que Arendt consiguió una cifra importante del Gobierno Federal alemán. Su caso se convirtió en un precedente, de forma que otros se beneficiaron posteriormente de sus largos pleitos.
Se manifestó en diversas ocasiones de forma crítica con la era Adenauer. Después de que, en un comienzo, los criminales nazis apenas fueran castigados, tras el proceso a Eichmann, poco a poco se fue juzgando a los peores.

Una mala señal son las condenas increíblemente leves que emiten los tribunales. Creo que por 6500 judíos asesinados con gas se consiguen 3 años y 6 meses, o así [...] Esta llamada república es realmente «como antes» (wie gehabt). Y tampoco el desarrollo económico ayudará a largo plazo a superar esta situación política.

En los años siguientes trató en diversas ocasiones la discriminación de los negros en los EE. UU., la «cuestión negra», cuya solución consideraba imprescindible para la existencia de la República. Condenó en numerosas ocasiones la Guerra de Vietnam, por ejemplo tras un análisis de los Papeles del Pentágono, que publicó bajo el título Lying in Politics (La mentira en la política) en 1971.
En junio de 1968 escribió a Jaspers: «Me da la impresión de que los niños del próximo siglo estudiarán el año 1968 como nosotros estudiamos la revolución de 1848». Arendt simpatizaba con el movimiento estudiantil mundial, pero criticó con dureza los posteriores abusos que percibió. En su obra Macht und Gewalt (Poder y violencia), publicada en 1970 simultáneamente en inglés y alemán, hace un análisis detallado de la rebelión estudiantil y diferencia los conceptos de «poder» (Macht) y «violencia» (Gewalt). Por «poder» (Macht) entiende una influencia importante de los ciudadanos sobre los asuntos políticos, dentro del marco de la constitución y las leyes. Ninguna forma de gobierno sobrevive sin una base de poder. Incluso el totalitarismo, que reposa en gran medida en la violencia, necesita el apoyo de muchos.
A Adelbert Reif le comentó en 1970, en una entrevista, que apreciaba en los estudiantes las «ganas de actuar» y «la confianza de poder cambiar las cosas con las propias fuerzas». En EE. UU. apareció por primera vez en mucho tiempo un movimiento político espontáneo que no solo hacía propaganda, sino que actuaba por motivos casi exclusivamente morales. Por otra parte, rechazaba el desarrollo ulterior del movimiento en la forma de «fanatismo», «ideologías» y «vandalismo». «Las cosas buenas en la historia tienen habitualmente una muy corta duración». Así, por ejemplo, es como nos nutrimos hoy (1970) aún de la corta época clásica griega.

### El proceso de Eichmann

#### Cobertura del proceso y controversias posteriores

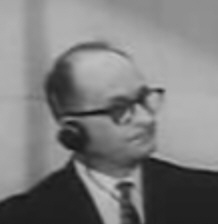
Adolph Eichmann durante el juicio (1962).

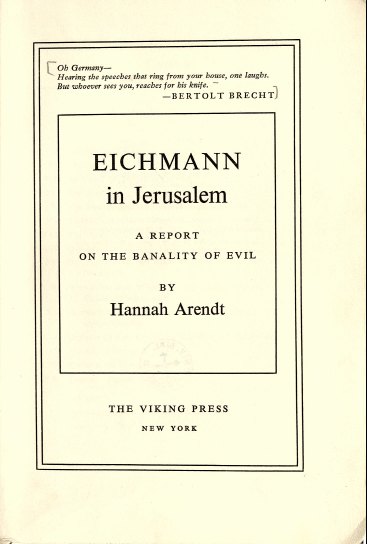
Eichmann en Jerusalén página de título (1963).

De abril a junio de 1961, Arendt asistió como reportera de la revista The New Yorker al proceso contra Adolf Eichmann en Jerusalén. De ahí surgieron inicialmente algunos artículos y después su libro más conocido y más discutido hasta el presente, Eichmann en Jerusalén (EeJ), con el subtítulo Un informe sobre la banalidad del mal. Se publicó primero en 1963 en EE. UU. y poco después en Alemania Occidental.
Adolf Eichmann había sido detenido, clandestinamente, por el servicio secreto israelí, el Mossad, en Argentina en 1960 y trasladado a Jerusalén. La muy discutida expresión que Arendt empleó para referirse a Eichmann, «la banalidad del mal», acabó convirtiéndose en una frase hecha.

In diesen letzten Minuten war es, als zöge Eichmann selbst das Fazit der langen Lektion in Sachen menschlicher Verruchtheit, der wir beigewohnt hatten - das Fazit von der furchtbaren »Banalität des Bösen«, vor der das Wort versagt und an der das Denken scheitert.
Fue como si en aquellos últimos minutos [Eichmann] resumiera la lección que su larga carrera de maldad nos ha enseñado, la lección de la terrible banalidad del mal, ante la que las palabras y el pensamiento se sienten impotentes.
Arendt, Eichmann en Jerusalén.

Alrededor de la obra hubo intensas controversias. Sobre todo, la expresión «banalidad» en relación con un asesino en masa fue atacada desde diferentes frentes, entre otros también por Hans Jonas. Raul Hilberg también criticó la idea de la «banalidad del mal».
En su introducción a la edición alemana de 1964, Arendt explica la elección del término:

[...] en el informe solo se discute la posible banalidad del mal en el terreno de lo fáctico, como un fenómeno que era imposible pasar por alto. Eichmann no era [...] Macbeth [...]. A excepción de una diligencia poco común por hacer todo aquello que pudiese ayudarle a prosperar, no tenía absolutamente ningún motivo.

Nunca habría asesinado a un superior. No era tonto, sino «simplemente irreflexivo». Esto le habría predestinado para convertirse en uno de los mayores criminales de su época. Esto es «banal», quizás incluso «cómico». No se le puede encontrar profundidades demoníacas, por mucha voluntad que se le ponga. Aun así, no es ordinario.

Que un tal alejamiento de la realidad e irreflexión en uno puedan generar más desgracias que todos los impulsos malvados intrínsecos del ser humano juntos, eso era de hecho la lección que se podía aprender en Jerusalén. Pero era una lección y no una explicación del fenómeno ni una teoría sobre él.

En una carta a Mary McCarthy, Arendt comenta: «[...] la expresión “banalidad del mal” como tal está en contraposición al “mal radical” [Kant] que empleé en el libro sobre el totalitarismo».
El tipo de crimen, según Arendt, no era fácilmente clasificable. Lo que ocurrió en el campo de concentración de Auschwitz no ha tenido ejemplos anteriores. La expresión, proveniente del imperialismo inglés, «asesinato en masa administrativo», se le ajusta mejor que «genocidio».

#### Debate sobre el papel de los consejos judíos

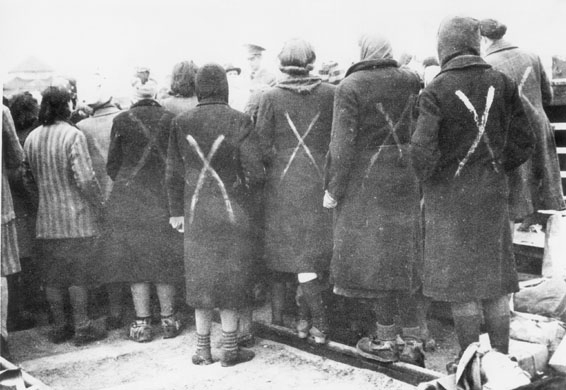
Mujeres judías deportadas.

Además de lo dicho, también se le reprochó a Arendt el haber visto el papel de los consejos judíos de forma demasiado crítica. Eichmann había exigido la «cooperación» de los judíos y la había obtenido en «una medida realmente sorprendente». De camino a la muerte, los judíos habrían visto a pocos alemanes. Los miembros de los consejos judíos habrían obtenido de los nazis un «enorme poder sobre la vida y la muerte», «hasta que fueron deportados ellos mismos». Así, por ejemplo, las listas de transporte en el campo de concentración de Theresienstadt fueron realizadas por el consejo judío.

Este papel de los dirigentes judíos en la destrucción de su propio pueblo es para los judíos sin duda el capítulo más oscuro en toda su oscura historia.

El antiguo rabino de Berlín Leo Baeck, uno de los representantes judíos más importantes de Alemania, había comentado que era mejor para los judíos no saber su destino, ya que la espera de la muerte solo habría sido más dura.
Este corto pasaje fue criticado de forma especialmente dura por muchas organizaciones judías. En una carta a Mary McCarthy del 16 de septiembre de 1963, Arendt escribió que había oído que la Anti-Defamation League había enviado una carta circular a todos los rabinos de Nueva York para que el día de Año Nuevo (Rosh ha Shana, 4 de octubre) predicaran en contra de ella. En la exitosa campaña política se trataba de crear una «imagen» para ocultar el auténtico libro. Arendt se sentía impotente frente a la gran cantidad de personas críticas que poseían dinero, personal e influencias.
Hannah Arendt sintió como un «alivio» encontrarse en el juicio con «antiguos miembros judíos de la resistencia». «Su entrada en escena ahuyentaba el fantasma de una docilidad general [...]». En los campos de exterminio, «en general, las entregas directas de las víctimas para su ejecución [fueron] realizadas por los comandos judíos». «Todo esto era espeluznante, pero no era un problema moral. La selección [...] de los trabajadores en los campos la realizaban las SS, que tenían una marcada preferencia por los elementos criminales». El problema moral fue la colaboración de granos [de arena] en la solución final.
Gershom Scholem indicó, algunos meses después de la publicación del libro, que echaba de menos un juicio equilibrado.

En los campos se destruía la dignidad de las personas y, tal como dice usted misma, se las llevaba a colaborar en su propia destrucción, ayudando en la ejecución de los  demás reclusos y otros actos similares. ¿Y por eso debe estar borrosa la frontera entre víctimas y verdugos? ¡Qué perversidad! Y nosotros debemos llegar y decir que los mismos judíos tuvieron su “participación” en el asesinato de judíos.

#### Responsabilidad personal frente a responsabilidad colectiva
En su conferencia Persönliche Verantwortung in der Diktatur (Responsabilidad personal en la dictadura), que presentó en 1964 y 1965 en Alemania, Arendt recalcaba de nuevo que su publicación sobre el proceso de Eichmann era exclusivamente un «informe de los hechos». Sus críticos y apologetas, por el contrario, habrían discutido problemas de filosofía moral. Ella había oído con espanto afirmar, entre otras cosas, que «ahora sabemos que hay un Eichmann en cada uno de nosotros». Pero, según Arendt, el ser humano es un ser que actúa libremente y es responsable de sus actos. Por lo tanto, la culpa recaería sobre unas determinadas personas. Rechaza decididamente la idea de una culpa colectiva.

Donde todos son culpables, no lo es nadie [...]. Siempre he considerado como la quintaesencia de la confusión moral que en la Alemania de la posguerra aquellos que estaban completamente libres de culpa comentaran entre ellos y aseguraran al mundo cuán culpables se sentían, cuando, en cambio, sólo unos pocos de los criminales estaban dispuestos a mostrar siquiera el menor rastro de arrepentimiento.

Arendt consideraba que el proceso contra Eichmann se había realizado correctamente. Designó como jurídicamente irrelevante la defensa de Eichmann afirmando que él había sido solo una ruedecilla en el enorme engranaje del aparato burocrático. Fue ejecutado en justicia. Durante el nacionalsocialismo, todos los niveles de la sociedad oficial estuvieron implicados en los crímenes. Como ejemplo nombra la serie de medidas antisemitas que antecedieron a los crímenes en masa y que fueron consentidas en todos y cada uno de los casos «hasta que se llegó a un punto en el que ya no podía pasar nada peor». Los hechos no fueron realizados por «gánsteres, monstruos o sádicos furibundos, sino por los miembros más respetables de la honorable sociedad». Así, a los que colaboraron y siguieron órdenes no debe preguntárseles «¿por qué obedeciste?», sino «¿por qué colaboraste?».
La misma Hannah Arendt señaló que ella misma quizás no habría estado a la altura de esas exigencias: «¿Quién dice que yo, que condeno una injusticia, afirmo ser incapaz de realizarla yo misma?».

#### Antisemitismo árabe
En el informe Eichmann, Arendt veía el naciente antisemitismo árabe como una continuación de las ideas y acciones nazis.

Las relaciones que el gran muftí sostuvo con los nazis durante la guerra eran de todos conocidas, e incluso se sabía que pretendió que le auxiliaran en la tarea de hallar una «solución definitiva» en el Próximo Oriente. Los periódicos de Damasco y Beirut, de El Cairo y Jordania, no ocultaron sus simpatías hacia Eichmann, y algunos se lamentaron de que no hubiera podido «dar cima a su tarea».
Hannah Arendt

#### Edición hebrea posterior
Cuando en verano de 2000 se editó en Tel Aviv una traducción al hebreo de Eichmann en Jerusalén como primera obra de Arendt, volvió a encenderse la polémica. Principalmente se trataba de la crítica de Arendt al desarrollo del procesamiento. En este contexto se le acusó de ocultar principios antisionistas.
Además, se rechazó su concepción del papel de los consejos judíos y el concepto de «banalidad del mal», tal como había ocurrido en la primera edición del libro.

#### Verdad y política
Como consecuencia de las numerosas reacciones negativas a la publicación de su informe sobre el proceso y el libro que surgió de ahí, Hannah Arendt reflexionó en 1964 en su ensayo Wahrheit und Politik (Verdad y política) sobre si es siempre correcto decir la verdad y juzgó las muchas «mentiras» que se habían dicho sobre los hechos que ella había reportado. Este texto muestra, tal como recalca explícitamente en la edición norteamericana de 1967, que se mantiene firme en su pensamiento y que también, en retrospectiva, rechaza los métodos de sus críticos. Pero el ensayo trata principalmente de la relación entre la Filosofía y la Política, de la relación entre las «verdades de razón» y  las «verdades de hecho».

### Enseñanza en la universidad y premios
En la primavera de 1959 obtuvo durante un semestre una cátedra como profesora invitada en la prestigiosa universidad de Princeton. Fue la primera mujer en enseñar en la institución. De 1963 a 1967, Hannah Arendt fue catedrática en la universidad de Chicago y de 1967 a 1975 en la Graduate Faculty de la New School for Social Research en Nueva York. Allí se encuentra una gran parte de su legado póstumo.
En EE. UU. la honraron con numerosos doctorados honoris causa. También en la República Federal Alemana recibió prestigiosos premios: en 1959 el Lessing-Preis der Freien und Hansestadt Hamburg y en 1967 el premio Sigmund Freud de la Academia Alemana para Lengua y Escritura en Darmstadt. En 1969, la American Academy premió su trabajo con una medalla Emerson-Thoreau; su discurso de agradecimiento se ha conservado. En 1975, el gobierno danés le entregó el premio Sonning por sus aportaciones a la cultura europea.

### Desarrollo de su pensamiento en discursos y ensayos
Con ocasión de la recepción del premio Lessing en 1959, Arendt expresó su «actitud» (Gesinnung) en su discurso sobre Lessing Von der Menschlichkeit in finsteren Zeiten (De la humanidad en tiempos funestos). La crítica, en el sentido de Lessing, sería siempre comprender y juzgar en interés del mundo, por lo que jamás puede convertirse en una cosmovisión «que se haya establecido en una perspectiva posible». No es que la «desconfianza» hacia la Ilustración o el Humanismo del siglo XVIII dificulte el aprendizaje de Lessing, sino que es el siglo XIX con su «obsesión por la historia» y su «complicidad con la ideología» lo que se interpone entre Lessing y nosotros. El objetivo sería la libertad de pensamiento «sin el edificio de la tradición», con inteligencia, profundidad y valentía. Una verdad absoluta no existe, ya que, en el intercambio con los demás, se convierte en seguida en una «opinión entre opiniones» y en una parte del diálogo infinito de la humanidad, en un espacio donde hay muchas voces. Toda verdad unilateral que solo está basada en una opinión es «inhumana».
Poco antes de su muerte, recalcó en su discurso con motivo de la concesión del premio Sonnig cuánto apreciaba los EE. UU. como Estado de derecho. Se trataba en ese caso del imperio de la ley (Constitución de los EE. UU.) y no del de las personas. Sin embargo, como ciudadana norteamericana, seguía aferrándose a la lengua alemana. Subrayó el importante papel de Dinamarca en la II Guerra Mundial, que consiguió, a través de presión política (también realizada por el rey) y de la opinión pública, salvar de la deportación a los judíos que se encontraban en Dinamarca. «Eso no ocurrió en ningún otro lugar».
Tomando como ejemplo la Revolución húngara de 1956, Arendt abogó en lo político por una república de consejos (Räterepublik) que tomara como base la libertad individual, un ideal de estado que también defendía su marido Heinrich Blücher, que en 1919 estuvo envuelto como espartaquista en las luchas de la Revolución de Noviembre y en la formación de los llamados  Consejos de Trabajadores y Soldados. Arendt toma como punto de partida el que todas las personas están capacitadas para el «pensamiento» y por lo tanto para la política y que el espacio político no puede estar reservado para especialistas.
Arendt redactó, a menudo en trabajos de encargo para revistas, ensayos sobre personajes contemporáneos que han tenido importancia por contribuciones extraordinarias en su vida, su trabajo político o literario. Realizó semblanzas de los personajes más variados, como la que hizo sobre el papa Juan XXIII, con el título The Christian Pope (El papa cristiano, 1965). Otras semblanzas biográficas fueron las de Isak Dinesen (seudónimo de Karen Blixen), sus amigos Hermann Broch, Walter Benjamin y Wystan H. Auden, además de Bertolt Brecht, Robert Gilbert –el amigo de su marido–  y Nathalie Sarraute, la representante francesa del «Nouveau Roman». Estos ensayos aparecieron, haciendo referencia al poema de Brecht  An die Nachgeborenen (A los descendientes), en 1968 bajo el título Men in dark times (Hombres en tiempos oscuros; ampliado con otros textos en la versión alemana: Menschen in finsteren Zeiten, 1989).
Entre las biografías se encuentra también la primera que realizó, A heroine of Revolution (Una heroína de revolución, 1966; en alemán: Rosa Luxemburg, 1968). Arendt valora a la revolucionaria como una marxista judío-alemana de origen polaco, marxista no ortodoxa y de pensamiento independiente. Luxemburg nunca habría pertenecido a los «creyentes» que tomaban la política como sustitutivo de la religión. Más bien se atrevía a criticar públicamente a Lenin. A causa de su voluntad propia y el desprecio por los arribistas y los defensores del estatus, Arendt afirma que Luxemburg se encontraba a menudo en el margen del movimiento comunista. Como opositora radical a la guerra, luchadora por la libertad política y una democracia sin límites, atrajo a menudo críticas en su contra. Su posicionamiento moral se basaba en el código de honor de una pequeña élite de intelectuales judíos de Europa Oriental, que se veían a sí mismos como cosmopolitas. La autora compara el derecho de la República de Weimar y de la Era Adenauer. En el momento del asesinato de Karl Liebknecht y Rosa Luxemburg, el poder se encontraba prácticamente en manos del Freikorps. Sin embargo, el asesino y el secuaz fueron condenados a una pena –aunque pequeña– de cárcel, mientras que el gobierno de Bonn, de la RFA, daba a entender que en el asesinato de los dos se trataba de una ejecución según el derecho de guerra y que, por lo tanto, se trató de una acción legal.

### Comparación entre las revoluciones y constituciones francesa y estadounidense
En su libro On Revolution (en español, Sobre la revolución, en alemán Über die Revolution), aparecido en 1963 y que, al igual que La condición humana, se basa en material de sus clases, Arendt compara la Revolución francesa con la Revolución americana, colocando también en este libro lo político en el centro de su pensamiento.
De acuerdo con su tesis, la Revolución francesa fracasó con el Terror de Robespierre, que intentó superar la miseria social y crear una sociedad igualitaria sobre una base moral. La Revolución americana, por el contrario, pudo perseguir objetivos casi exclusivamente políticos, porque la cuestión social no era tan candente. De esta forma fue posible fundar una república libre, en la que el ciudadano tenía los mismos derechos que sus conciudadanos en todos los asuntos públicos políticos, manteniendo toda la pluralidad.
La creencia filosófica en el progreso no debe convertirse en un criterio en el ámbito político, tal como fue el caso en la Revolución francesa. Precisamente la implementación de ideas filosóficas fue lo que condujo al gobierno del terror. En la Revolución americana se materializaron los principios de la antigüedad y los de Montesquieu: el principio de la separación de poderes y el de la limitación del poder a través del federalismo de repúblicas pequeñas con un poder central.
La comunidad política de los Padres Peregrinos había realizado una federación, el Mayflower Compact, que consistía en un «acto de comprometerse unos con los otros (Sichaneinanderbindens)».

Die politische Gemeinschaft, die auf Grund dieses »Bundes« entsteht, enthält die Quelle für die Macht, die allen denen zufließt, die ihm angehören und die außerhalb der politischen Gemeinschaft zur Ohnmacht verurteilt wären. Im Gegensatz hierzu erwirbt der Staat, der aus der Zustimmung der Untertanen entsteht, ein Machtmonopol, das außerhalb des Zugriffs der Beherrschten steht, die aus dieser politischen Ohnmacht nur heraustreten können, wenn sie beschließen, den Staatsapparat zu brechen […].
La comunidad política que surge de este «pacto» contiene la fuente del poder, que fluye a todos aquellos que pertenecen a él y estarían condenados a la impotencia fuera de la comunidad política. De forma contraria, el Estado que surge de la aprobación de los súbditos consigue el monopolio del poder, que queda fuera del alcance de los gobernados, que sólo pueden salir de esa impotencia política si deciden romper el aparato del Estado [...].
Arendt.

La Declaración de Independencia de los Estados Unidos de 1776 respondió, según Arendt, a este principio de la libertad en el marco de una Constitución de los EE. UU., mientras que la Constitución francesa de 1791 surgió sobre la base de un Estado nacional centralizado, que no daba más poder a los ciudadanos, sino que les daba menos. Así, la Constitución francesa de 1791 surgió de una monarquía absoluta y la estadounidense de una «monarquía limitada». Por ello en Francia, desde entonces, la «voluntad de la nación es la fuente de las leyes», mientras que en EE. UU., siguiendo a Montesquieu, el poder del Estado está limitado por las leyes.

### Sobre cuestiones éticas
Arendt postula que el ser humano no es ni bueno ni es malo por naturaleza. Según la concepción de Arendt, solo el individuo lleva la responsabilidad de sus propios actos. Por ello deben sancionarse los crímenes, pero también las «mentiras» políticas. En Estados con una constitución que regula la vida política es más fácil para el individuo comportarse según un «patrón moral», que en «tiempos tenebrosos». Precisamente tanto más difícil es pensar, juzgar y actuar bajo formas de gobierno no democráticas.
Las personas que interactúan políticamente sobre una base de veracidad personal, no actúan necesariamente de forma moral en el ámbito privado. Arendt rechaza el recurso a la trascendencia o la conciencia moral (Gewissen) como base de la moral, ya que está convencida de que los valores generados por estas vías son manipulables. Para ella, el totalitarismo es un sistema en el que el código moral hasta entonces imperante es reinterpretado.

Denn so wie Hitlers »Endlösung« in Wirklichkeit bedeutete, dass die Elite der Nazipartei auf das Gebot »Du sollst töten« verpflichtet wurde, so erklärte Stalins Verlautbarung das »Du sollst falsches Zeugnis reden« zur Verhaltensregel für alle Mitglieder der bolschewistischen Partei.
Así como la «solución final» de Hitler realmente significaba que la élite del partido nazi estaba obligada a cumplir el mandamiento «matarás», de igual forma un comunicado de Stalin explicaba el «darás falso testimonio» como regla de comportamiento para todos los miembros del partido bolchevique.
Arendt.

Aquellos que no colaboraron con el nacionalsocialismo se preguntaban hasta qué punto podrían vivir en paz consigo mismos si hubiesen cometido determinadas acciones. La línea de separación transcurría de forma ortogonal a todas las diferencias sociales, culturales y de educación. Se constataba el colapso total de la «sociedad honorable».
Arendt cita el imperativo categórico de Kant y contrapone el egoísmo a las exigencias de la comunidad. En el proceso desarrolla la idea de una ética comunitaria que debe ser negociada de nuevo una y otra vez. Arendt echa en cara a los filósofos el que se hayan ocupado demasiado poco de la pluralidad del ser humano. Además hay una especie de enemistad de la mayoría de los filósofos contra toda forma de política. Al contrario de otros pensadores, Arendt ve, incluso después de la época del totalitarismo, una esperanza para el mundo gracias a cada ser humano que nace y que puede comenzar de nuevo.
La maldad, el mal, Arendt lo considera como un fenómeno de falta de juicio. El ser humano siempre está relacionado con otros –también en el crimen–, desarrolla una voluntad que está enfrentada a la voluntad de otros y debe reflexionar sobre sus acciones; si no, se convierte en alguien dirigido (getriebene).
En su lección magistral de 1965 Über das Böse (Sobre el mal), publicada de forma póstuma, Arendt se ocupa de ofrecer una definición, de múltiples facetas, del mal, que incluye tanto lo particular del nacionalsocialismo y sus campos de exterminio como el «mal universal» de Kant.

### Publicaciones y conferencias públicas, lucha por la libertad y el estado de derecho
Los libros y artículos de Arendt se publicaron en inglés y alemán con redacciones parcialmente distintas. Es el caso, por ejemplo, de Elemente und Ursprünge totaler Herrschaft (Los orígenes del totalitarismo, 1951, 1955) y Macht und Gewalt (1970). Algunos de sus textos los tradujo ella misma, a la vez que los mejoraba, mientras que otros los traducían profesionales y después los corregía Arendt. Su amiga Mary McCarthy repasó algunas de las obras escritas en lengua inglesa. En parte, había artículos preparatorios editados en revistas, sobre todo en EE. UU., Alemania y Francia. También en sus clases empleaba material de sus futuras publicaciones, comentaba pasajes con los alumnos antes de publicarlos, al igual que hacía en su correspondencia. Las conferencias, las entrevistas, la participación en congresos y mesas redondas, sobre todo en los EE. UU. y la República Federal, servían para la difusión de sus ideas.
La forma de expresarse de Hannah Arendt es racional y sobria. A menudo emplea los conceptos con un significado distinto del que tienen en el lenguaje coloquial o científico habitual. A veces, invierte el significado corriente convirtiéndolo en su contrario. Sus tesis las expone de forma clara y directa.
Durante largo tiempo, Hannah Arendt rehuyó presentarse en público. Esto lo expresó por última vez en su discurso de agradecimiento por el Premio Sonnig en Dinamarca, poco antes de su muerte. Ya en 1955 escribía a Heinrich Blücher al respecto: «Ningún éxito me ayuda a superar permanecer en la “vida pública” [...]  Lo que no consigo es estar en la palestra y permanecer constantemente en ella». Hacía una distinción «radical» entre lo «privado y público».
Su intercambio epistolar, en el que a veces expresa duras críticas sobre algunos de sus contemporáneos, ella lo contaba entre lo perteneciente a su vida privada. Mientras que su correspondencia con Jaspers, Blücher, McCarthy, Blumenfeld y Johnson ha podido publicarse casi en su totalidad, faltan casi todas las cartas a Heidegger y Broch. Muchas de las cartas a otros amigos permanecen sin publicar.
A Arendt le dio apuro realizar la laudatio de Karl Jaspers, cuando este recibió en 1958 el Friedenspreis des Deutschen Buchhandels, principalmente por su amistad con él –quizás también por su amistad con Heidegger–. Pero Jaspers se lo pidió. Para la ocasión expuso sus conceptos de «lo público», «persona» y «obra»: según Cicerón, en una laudatio se celebra la «dignidad de una persona» en «lo público» y no solo por lo que respecta a sus colegas. En época moderna se ha extendido el «prejuicio» de que solo «la obra» pertenece a la esfera pública. Desde el punto de vista de Arendt, si bien el «proceso de trabajo» no es asunto público, en cambio, en las obras que no son puramente académicas, sino el resultado de «actos y palabras vivas», aparece una «humanidad» (Personhaftigkeit), en latín humanitas, que Kant y Jaspers llaman Humanität. Esta humanidad solo pueden alcanzarla aquellos que se atrevan a exponer su persona y su obra al «riesgo de lo público».
Jaspers se había expresado no solo filosófica sino también políticamente más allá del ámbito académico, en el ámbito público. Como persona individual, había buscado el intercambio libre con otros. Solo así es posible ser «racional». El premiado, de esta manera, habría contribuido a «iluminar la existencia» en tiempos del dominio de la violencia, no como representante de Alemania, sino como representante de la razón. Arendt representa la idea de una persona de espíritu libre cuando dice, finalizando: «Es el reino de la humanitas, al que cualquiera puede llegar desde el origen que le es propio. Aquellos, que entran, se reconocen…»
Durante los actos conmemorativos de la muerte de Jaspers de la universidad de Basilea en marzo de 1969, Arendt volvió a este tema: Jaspers habría representado con perfección la «trinidad» de razón, libertad y comunicación.
Hannah Arendt nunca se vio como una marxista. Más bien recalcaba su origen en la filosofía. Sin embargo, atribuía a Marx, al contrario que a otros «ideólogos» del siglo XIX, «valor» y «sentido de la justicia» y apreciaba sus análisis y a él mismo como «rebeldes y revolucionarios». Sin embargo rechazaba la «ficción» del comunismo. En ella faltaba toda referencia a un pensamiento utópico. Los términos izquierda y derecha, como categorías políticas, no aparecen, generalmente, en su obra.
El centro de gravedad de sus análisis estaba en las cosmovisiones políticas, es decir, en las ideologías como bases para los estados, a las que luego juzgaba en función del grado de libertad política y estado de derecho que concedían al individuo en el espacio público y especialmente en el político, o bien el grado de aquellos que el individuo puede, junto a otros, conseguir. En una carta a Johnson en 1972 dice a este respecto: la libertad le es mucho más importante que el socialismo o el capitalismo. Diferenciaba exclusivamente entre tres formas de gobierno: la democracia, república o república de consejos (Räterepublik) y similares en cuanto sistemas diferentes de libertad; la dictadura o «tiranía» en cuanto regímenes de opresión «normales»; y, por último, el «totalitarismo».

### Relaciones y amistades
Las amistades tenían mucha importancia en la vida de Hannah Arendt. Además de su estrecha relación de compañerismo con su esposo, que murió en 1970, Arendt cultivó intensas amistades con, entre otros, Mary McCarthy, Kurt Blumenfeld, Uwe Johnson, pero sobre todo con Karl Jaspers y también, hasta el final, con Martin Heidegger. Esta última amistad con Martin Heidegger tenía un carácter especial; mientras que expresó varias veces de forma despectiva su opinión sobre Heidegger como persona, por ejemplo en cartas a Jaspers del 29 de septiembre de 1950 y el 26 de octubre de 1959, consideraba tanto a Jaspers como a Heidegger los dos mejores filósofos contemporáneos.
En 1950, Arendt volvió a revivir la amistad con Heidegger, aunque se mantuvo ambivalente. Le comentó a Blumenfeld a finales de 1957 que estaba impresionada con el trabajo de Heidegger sobre Identität und Differenz, pero a la vez se reía de su estilo: «se cita y se interpreta a sí mismo como si fuese un texto de la Biblia».
De su principal obra filosófica, Vita activa (La condición humana), envió un ejemplar a Heidegger con la nota de que si todo hubiese funcionado de forma correcta entre ellos, le habría dedicado el libro. Heidegger no le contestó e incluso interrumpió el contacto durante algún tiempo. Decepcionada, escribió a Jaspers en 1961:

Sé que él [H.] no puede soportar que mi nombre aparezca en público, que escriba libros, etc. Durante mucho tiempo le he estafado, por así decir, con respecto a mi vida; siempre he actuado como si todo esto no existiese y como si yo no supiese contar hasta tres, por decirlo así, a excepción de cuando se trata de la interpretación de sus propias cosas, pues en ese caso apreciaba que supiese contar incluso hasta cuatro. Pues bien, de repente la estafa se me hizo demasiado aburrida y me han puesto un ojo morado.

En ninguno de sus escritos conocidos Heidegger menciona ni hace referencia a los trabajos de Hannah Arendt.
Con ocasión del 80.º aniversario de Heidegger en 1969, ya tras la muerte de Jaspers, Arendt leyó una ponencia en la radio pública Bayerischer Rundfunk, en la que afirmó:

Nosotros, que queremos homenajear a pensadores aunque nuestra vida esté situada en medio del mundo, no podemos evitar encontrar llamativo, incluso enojoso, que tanto Platón, como Heidegger, en el momento en que se mezclaron en los asuntos humanos, tomaran su refugio en tiranos y caudillos (Führer).

Arendt llama a esa preferencia una «deformación profesional». «Pues la tendencia hacia la tiranía se puede mostrar en casi todos los grandes pensadores (Kant es la gran excepción)». Citando a Heidegger, continúa: muy pocos poseen la capacidad de

Asombrarse de lo sencillo y [...] tomar ese asombro como domicilio. [...] Con esos pocos, finalmente es indiferente a dónde les lleven las tormentas de su siglo. Pues la tormenta que recorre el pensamiento de Heidegger –como la que sigue soplando después de milenios desde la obra de Platón- no procede del siglo. Procede de lo antiquísimo, y aquello que lega es algo completo que, como todo lo completo, retorna a lo antiquísimo.

Tal vez Arendt no habría escrito ese pasaje en vida de Karl Jaspers, que siempre se había tenido como un demócrata.
Arendt apoyó muy activamente la publicación en los Estados Unidos de algunas obras de Jaspers, así como de Heidegger. Buscó editoriales, supervisó parcialmente las traducciones y editó la versión norteamericana de Die großen Philosophen (Los grandes filósofos). En la correspondencia respectiva trata sobre esa ayuda en repetidas ocasiones. Ambos estaban muy interesados en la publicación de sus obras en los EE. UU. y agradecieron a Arendt su ayuda. A pesar de las muchas cosas que les separaban, no se liberó nunca del elitismo subjetivista de Heidegger, su antiguo maestro y amante, a quien admiraba por encima de todo: «Tú eres el primero en saber que no existe nadie como tú»,  le escribía en 1971 ya anciana.

### Denktagebuch
Principalmente entre 1950 y 1960, y algo menos intensamente de 1963 a 1970, Hannah Arendt escribió a mano en alemán –con excepción de citas textuales en latín, inglés y francés y de la última parte, que escribió principalmente en inglés– un  «diario de pensamientos» (Denktagebuch), como expresó a su amiga y administradora de su legado, Lotte Köhler. En estos 28 cuadernos, ordenados por años y meses, dialoga con numerosos filósofos y pensadores políticos. El centro de gravedad se halla en los pensadores antiguos griegos, pero también estudia a pensadores romanos, de la Edad Media y sobre todo pensadores modernos.
Debate con profundidad sobre la filosofía y el pensamiento político de Platón (de acuerdo con sus conceptos en los textos originales), que considera de forma crítica en la tradición de Aristóteles y Heidegger. A menudo trata sobre Kant, Heidegger y Marx (sobre todo acerca de su concepto de trabajo), pero también sobre Nietzsche, Hegel y muchos otros pensadores políticos. A ello deben añadirse, en menor medida, a algunos poetas y escritores, como Hölderlin, Dickinson, Goethe, Dostoievski y Kafka, entre otros; además escribe algunos poemas propios que no fueron publicados en vida. También incluye reflexiones sobre el lenguaje.
Con este trasfondo, Arendt desarrolla sus conceptos, como por ejemplo los de «natalidad» (Gebürtlichkeit), «pluralidad'» y «entre» (Zwischen). Emplea conceptos de uso corriente con un significado más específico: así, por ejemplo, lo político, la libertad, el trabajo, la producción, el pensamiento, la acción, el juzgar, el mal, el poder, la violencia, la verdad, la mentira y la ideología. Además reflexiona sobre la historia, la política y notablemente menos sobre la sociedad, así como las ciencias históricas, políticas y la sociología y delibera sobre pensamientos religiosos. Sus anotaciones cortas y claramente estructuradas sobre cada tema forman una de las bases de sus declaraciones tanto escritas como orales, tanto las públicas como las privadas que nos han llegado. Bajo el título de Denktagebuch, en 2002 se publicaron en Estados Unidos y Alemania las anotaciones, junto con un pequeño cuaderno sobre Kant no datado (escrito c. 1964).

### Vejez y muerte

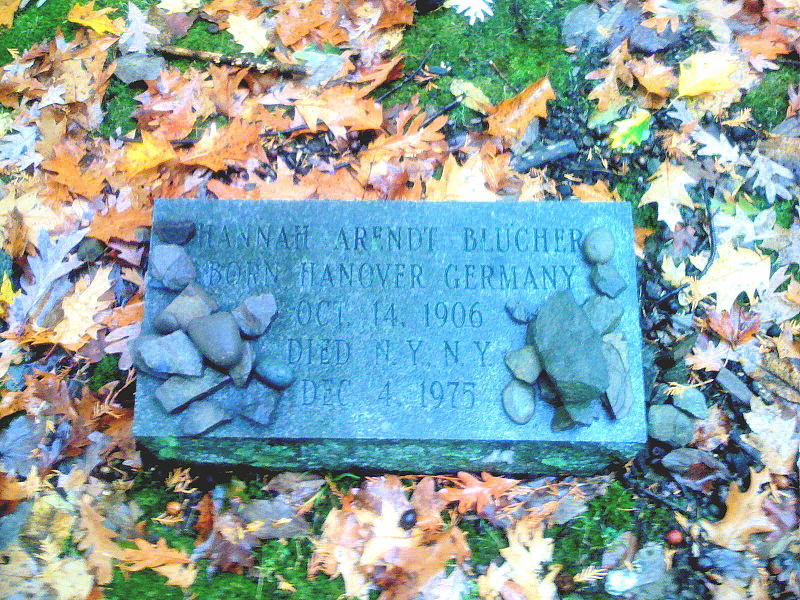
Lápida en el Bard College en Annandale-on-Hudson, Nueva York

Al contrario que otros estudiosos, Hannah Arendt no realizó una «obra tardía» o «de vejez». Más bien lo que hizo fue seguir desarrollando continuamente su pensamiento político y mostró a menudo su valor cívico. No hubo rupturas profundas. A pesar de las sacudidas exteriores, sobre todo la aparición del totalitarismo, el conjunto de su obra está cerrado en sí mismo y no hubo muchas correcciones de fondo. Así, basándose en el concepto kantiano del «mal radical» que adoptó, formuló en 1961 la tesis de la «banalidad del mal», y luego la defendió a pesar de la hostilidad que suscitó durante años.
En sus cartas habla de su deseo de mantenerse productiva hasta la muerte. Tras un primer infarto de miocardio en 1974, retomó sus escritos y la enseñanza y en 1975 tuvo un segundo infarto mortal en su despacho, en presencia de amigos. Las oraciones fúnebres las pronunciaron, entre otros, su viejo amigo Hans Jonas y representantes de sus alumnos.

## Obras principales

### Rahel Varnhagen. Lebensgeschichte einer deutschen Jüdin aus der Romantik
El manuscrito para su gran obra de juventud sobre Rahel Varnhagen lo redactó Arendt en Berlín entre 1931 y comienzos de 1933. Los dos últimos capítulos, sobre su teoría del paria y el parvenu, fueron escritos en el exilio en París en 1938. La obra se editó por primera vez en 1958, publicada por el Instituto Leo Baeck, con un prólogo escrito ese año en inglés, traducido del alemán. La edición alemana salió a la venta en 1959. La obra se basa en cartas publicadas o inéditas, además del diario de Varnhagen, que Arendt evalúa en parte por primera vez.
La autora describe su obra a Jaspers como «libro de mujeres» y, en el prólogo, como una aportación a la historia de los judíos alemanes. Usando como ejemplo a la protagonista, nacida en 1771, muestra el fracaso del intento de asimilación de judíos ricos y cultos en el siglo XIX debido al incremento del antisemitismo social.
Ilustrada y apoyada en la razón, Rahel Levin había conseguido formar en Berlín su propio salón literario y así tratar de tú a tú a literatos, científicos y filósofos, pero no consiguió la entrada en la alta sociedad alemana.
Para conseguir elevarse hasta la nobleza o por lo menos hasta la alta sociedad, Rahel intentó varias veces sin éxito superar su judaísmo mediante un matrimonio. Fracasó dos veces por su origen judío y una vez por la idea de la inferioridad de la mujer frente al hombre. Tras estas experiencias, cambió su apellido al de Robert, para hacer visible también exteriormente su separación de la identidad judía.
A comienzos del siglo XIX aparecieron los primeros panfletos modernos Contra los judíos, a los que siguió una ola de antisemitismo. En 1806 se cerró el salón de Rahel a raíz de la invasión napoleónica. Los nuevos salones literarios de Berlín que se abrieron a partir de 1809 son descritos por Arendt como círculos político-literarios, dominados por la aristocracia y de cuño patriótico, con estatutos que prohibían el acceso a mujeres, franceses, filisteos y judíos.
Rahel intentó entonces incluso adoptar una forma filosófica del nacionalismo de Fichte, para «formar parte». Según Arendt, esto no podía funcionar, «pues el antisemitismo patriótico, del que Fichte tampoco se encontraba muy lejos, envenenaba todas las relaciones entre judíos y no judíos».
Finalmente conoció en 1808 a August Varnhagen, se dejó bautizar por él y consiguió acercarse a la deseada asimilación gracias al tardío matrimonio.
Ya en 1815 surgió de nuevo abiertamente y con fuerza el antisemitismo. En 1819 hubo pogromos en Prusia. Gracias al ascenso en el trabajo, un título nobiliario y una mejora de su situación económica, August von Varnhagen trataba a la flor y nata de la sociedad. Rahel había alcanzado su objetivo. Era «tonta» e «inmensamente feliz», juzga Arendt, por el hecho de «que clementemente se le permitiese participar».
A pesar de todo, la actitud de Rahel se mantuvo ambivalente. Seguía sintiéndose como una «extraña» en una sociedad antisemita y se quejaba de que las mujeres estuviesen completamente determinadas por el estatus del marido y el hijo y muy a menudo no fuesen vistas como personas con espíritu propio.
Arendt define como un parvenu a una persona que «engaña» para introducirse en una sociedad a la que no pertenece. Son esas mentiras las que, según Arendt, dominan a la perfección Rahel y su marido. A él lo llama parvenu, a ella la coloca entre paria y parvenu, ya que el engaño y la hipocresía para el ascenso social le parecían cada vez más una mentira y una carga.
De 1821 a 1832, Rahel von Varnhagen dirigió un segundo salón, de nuevo con invitados ilustres. Pero este círculo literario, incluso más que el primero, se mantuvo como una ilusión de comunidad e integración. Fuera del salón, los Varnhagen seguían estando aislados y no consiguieron ninguna invitación a los círculos deseados.
Arendt concluye: en una sociedad en general antisemita, los judíos solo pueden asimilarse si también asimilan el antisemitismo.
Los judíos asimilados de Europa también se mantuvieron como marginados (Außenseiter) o parias, porque en su mayor parte no fueron reconocidos por una gran parte de la nobleza ni, sobre todo, por la burguesía. Si bien los ricos podían realizar el papel de parvenu, el hecho debía comprarse con mentiras, sumisión e hipocresía. No era posible superar el estatus del marginado mal visto. Algunos parias se convirtieron en rebeldes y mantuvieron así su identidad.
Rahel ambicionaba, según Arendt, hasta poco antes de su muerte, la completa asimilación como persona en la sociedad. Solo al final de su vida adoptó una postura clara, se reconvirtió de nuevo en judía y paria. De aquí en adelante vio clara la realidad del antisemitismo. Como seguidora de Saint-Simon demandaba igualdad y derechos sin consideración del origen.

### Los orígenes del totalitarismo
En la primera parte de su obra principal, Elemente und Ursprünge totaler Herrschaft, Los orígenes del totalitarismo, de casi mil páginas, Arendt reconstruye el desarrollo del antisemitismo en los siglos XVIII y XIX; en la segunda parte cuenta el desarrollo y el funcionamiento del racismo y el imperialismo en el siglo XIX y principios del XX; y en la tercera describe las dos formas de totalitarismo (que ella llama «dominación total»), el nacionalsocialismo y el estalinismo, sobre el trasfondo de su tesis de la creciente destrucción del espacio político por la alienación del individuo en la sociedad de masas.

#### Antisemitismo, imperialismo y totalitarismo
Arendt descarta todas las ideologías del siglo XIX, como el cientificismo de los burgueses, por ejemplo el caso del darwinismo. Pero también rechaza el idealismo como origen del concepto nacionalsocialista de «ley natural». Igualmente se posiciona de forma crítica frente al optimismo histórico filosófico con respecto al progreso, que se muestra por ejemplo en el marxismo, y las concepciones pesimistas de la historia, ya que rechaza toda representación lineal de la evolución histórica, y, en su lugar, está convencida de la posibilidad de un nuevo comienzo o de un fracaso de cada nueva generación.
El antisemitismo se convirtió en el siglo XVIII y XIX en una ideología irracional ligada al nacionalismo. Especialmente importante para el desarrollo de esta ideología de las naciones y pueblos es, según lo ve Arendt, el imperialismo, que estudia, tomando como herramienta la teoría del imperialismo de Rosa Luxemburg, como base del desarrollo posterior del antisemitismo y el racismo. Mientras que el antisemitismo «nacional» busca la expulsión de los judíos del país, el antisemitismo «imperial» busca la aniquilación de los judíos en todas las naciones.
El imperialismo descompuso los espacios políticos de la sociedad, al eliminar los obstáculos de política interior y exterior que impedían la expansión del capital. Arendt expande el concepto marxista del imperialismo con la dimensión del racismo y critica la reducción de la discusión sobre el capitalismo a puras cuestiones económicas. El móvil político del imperialismo es el intento de dividir la humanidad en «razas de señores y esclavos», en «negros y blancos».
En el curso de su política de conquista del mundo, los regímenes totalitarios aumentaron mucho el número de refugiados y apátridas y se esforzaron en destruir sus posiciones jurídicas y morales, para disolver a los estados nación desde dentro:

Wen immer die Verfolger als Auswurf der Menschheit aus dem Lande jagten – Juden, Trotzkisten und so weiter –, wurde überall auch als Auswurf der Menschheit empfangen, und wen sie für unerwünscht und lästig erklärt hatten, wurde zum lästigen Ausländer, wo immer er hinkam.
Quienquiera que los perseguidores expulsasen del país como escoria de la humanidad –judíos, trotskistas, etc.–, también era recibido como escoria de la humanidad en todas partes, y cuando se le declaraba como indeseado y molesto, se le recibía como extranjero molesto, en cualquier lugar adonde fueran.
Arendt.

La cuestión de por qué los judíos fueron elegidos como víctimas ocupó a la pensadora política a menudo. Ya en la introducción critica a los historiadores que no van más allá de la imagen del «judío errante» (Ewiger Jude), del antisemitismo natural y eterno o que difunden la teoría del «cabeza de turco», o bien la «teoría de la válvula» para explicar la aniquilación de los judíos por parte de los nazis.

Wenn es wahr ist, daß die Menschheit immer darauf bestanden hat, Juden zu ermorden, dann ist Judenmord eine normale, menschliche Betätigung und Judenhaß eine Reaktion, die man noch nicht einmal zu rechtfertigen braucht.
Si es cierto que la humanidad siempre ha insistido en asesinar a los judíos, entonces el asesinato de judíos es una actividad normal y humana y el odio a los judíos una reacción que ni siquiera hace falta justificar.
Arendt.

Sin embargo, de hecho no hay nada tan «terriblemente fácil de recordar» como la inocencia de todos aquellos que se vieron atrapados por la «máquina del terror».

#### Delimitación y caracterización del totalitarismo
Arendt restringe el concepto de totalitarismo al nacionalsocialismo, que terminó con la muerte de Hitler, y el estalinismo, cuya implementación ella sitúa entre 1929 y la muerte de Stalin en 1953, dentro de la historia de la Unión Soviética. Se trata, según su concepción, de «variaciones del mismo modelo». En definitiva, para la política totalitaria no son importantes el Estado y la nación, sino el movimiento de masas, que se apoya en ideologías como el racismo o el marxismo.
Como características de esa forma de gobierno ve: la transformación de las clases —sobre la base de intereses— en movimientos de masas fanáticas, el abandono de la solidaridad de grupo, el Führerprinzip, los asesinatos en masa, la pasividad de las víctimas, las delaciones, así como la «admiración por el crimen».
En consecuencia, los seguidores de movimientos de masas totalitarios no son permeables a los argumentos e ignoran su instinto propio de supervivencia. Los líderes totalitarios se vanaglorian de sus crímenes y anuncian otros nuevos. Ejecutan «leyes de la naturaleza o de la historia». Mientras que el materialismo dialéctico se basa en las mejores tradiciones, el racismo es penosamente vulgar. Ambas ideologías resultaban en la eliminación de «lo perjudicial» o lo superfluo con vistas a que un movimiento avance sin obstáculos.
Para Arendt, el totalitarismo es la única forma de Estado con la que no puede haber una coexistencia o un compromiso.
Alianza temporal entre populacho y élite
Los movimientos totalitarios están caracterizados según Arendt por la lealtad de sus seguidores. Precisamente una gran parte de la élite intelectual y artística se identificó —por lo menos por un tiempo— con el gobierno totalitario. La élite habría renegado (con buenas razones) de la sociedad antes de que el «hundimiento del sistema de clases» generara a los «individuos de la masa» (Massenindividuen) y ahora podría «entender» las masas. De igual forma, el populacho, al que no le afectan las constituciones, partidos o sistemas morales y que incluye los bajos fondos y la chusma, también está al margen de la sociedad. Estaría por primera vez dispuesto y en la posición de organizar a las masas y, ya que no puede aspirar a una carrera laboral, a ocupar puestos políticos.
Los líderes de los partidos pensaban que ello iba a desacreditar al populacho, pero fue al contrario, ya que la posición de las masas era tan desesperada que ya no tenían esperanzas en una sociedad burguesa. El «fanatismo histérico» de Hitler y la «crueldad vengativa» de Stalin tenían, según Arendt, rasgos característicos del populacho.

Jedenfalls beruhte das zeitweilige Bündnis zwischen Elite und Mob weitgehend auf dem echten Vergnügen, das der Mob der Elite bereitete, als er daranging, die Respektabilität der guten Gesellschaft zu entlarven, ob nun die deutschen Stahlbarone den »Anstreicher Hitler« empfingen oder ob das Geistes- und Kulturleben mit plumpen und vulgären Fälschungen aus seiner akademischen Bahn geworfen wurde.
En cualquier caso, la alianza temporal entre élite y populacho descansaba en gran medida sobre el auténtico divertimiento que producía entre las élites el que la chusma desenmascarase la respetabilidad de la buena sociedad, tanto cuando los barones del acero alemanes recibían al «pintor de brocha gorda Hitler», como cuando la vida intelectual y cultural fue descarrilada de su vía académica por falsificaciones burdas y vulgares.
Arendt.

Posteriormente, la élite estuvo especialmente fascinada por el radicalismo, por la eliminación de la separación entre lo privado y lo público y por la captura de la totalidad del ser humano por medio de la cosmovisión correspondiente. La élite consideraba que las convicciones de la chusma eran puras, no como los modos de comportamiento de la burguesía, debilitados por la hipocresía. Pero las esperanzas de ambos grupos no se cumplieron, ya que los líderes de los movimientos totalitarios, que procedían en gran parte de la chusma, no representaban ni los intereses de esta ni los de los seguidores intelectuales, sino que ambicionaban «reinos milenarios». Las iniciativas de la élite y la chusma habrían sido más bien obstáculos en «la creación de aparatos funcionales de dominación y exterminio». Los dirigentes prefirieron volver a echar mano de la «masa de filisteos pequeñoburgueses sincronizados».
Propaganda totalitaria y adoctrinamiento
Mientras la chusma y la élite por sí mismas querían revolucionar todo lo existente a través del terror, a las masas solo se las podía integrar en las organizaciones totalitarias a través de la propaganda. Los movimientos totalitarios transforman la percepción de la realidad de la sociedad y la fijan en significados universales. El movimiento absorbió ideologías de una «sociedad racial o [de] una sociedad sin clases y sin nación» y difundió teorías sobre conspiraciones contra la sociedad por parte de los judíos o los enemigos del partido.
Para el caso del nacionalsocialismo, Arendt ejemplifica el significado de este fenómeno a través de Los protocolos de los sabios de Sion. Hay que preguntarse cómo es posible que esta evidente falsificación llegase a ser la «Biblia de un movimiento de masas». Con la creencia en la «conspiración judía mundial» y sus elementos modernos, se podían transmitir soluciones a los problemas modernos. «Son específicamente los elementos modernos a los que Los Protocolos deben su extraordinaria actualidad, son los que tienen un efecto más fuerte que la mezcla de antiguas supersticiones, mucho más banal».
También en el estalinismo encuentra rasgos antisemitas que siguen el modelo nazi. La referencia a una conjura mundial judía en el sentido de Los sabios de Sion, el cambio de significado del término «sionismo», que incluía a todas las organizaciones no sionistas y por lo tanto a todos los judíos, se prestaba mejor a la realización de las aspiraciones a un dominio mundial que el capitalismo o el imperialismo, gracias al resentimiento antisemita preexistente en la población.
Tras la toma de poder de los «movimientos», según la autora, la propaganda fue sustituida por el adoctrinamiento. El terror ahora no solo se dirigía contra los supuestos enemigos, sino también contra los amigos que se habían vuelto incómodos. La entrega de los miembros fieles llegaba así a tal punto que estaban dispuestos a sacrificar sus vidas por el líder o el partido en cualquier momento. Arendt lo ejemplifica en la actitud de los acusados en los Procesos de Moscú.
Las mentiras sobre los «conspiradores», argumenta Arendt, no se debilitaban por su obviedad:

De esta forma, ni la evidente impotencia de los judíos contra su exterminio consiguió destruir la fábula sobre la omnipotencia de los judíos, ni la liquidación de los trotskistas en Rusia y el asesinato de Trotski consiguieron destruir la fábula de la conjura de los trotskistas contra la Unión Soviética.

El terror como esencia del totalitarismo
Durante la época del nacionalsocialismo, continúa Arendt, el aparato de poder fue establecido en su totalidad, uniformizado y, poco a poco, estructurado de forma cada vez más radical e inescrutable. El «derecho al asesinato», junto con los métodos para eliminar el conocimiento de la sociedad, se convirtieron en la cosmovisión visible.

Que los nazis querían conquistar el Mundo, expulsar a pueblos «ajenos» y «extirpar a los biológicamente minusválidos» era tan poco secreto como la Revolución mundial y los planes de conquista mundial del bolchevismo ruso.

Mientras que los nazis mantuvieron siempre la ficción de la conjura mundial judía, los bolcheviques cambiaron su ficción en diversas ocasiones: de la conjura mundial trotskista, pasando por el imperialismo, hasta la conjura de los «cosmopolitas sin raíces», etc. El instrumento de poder de Stalin era la transformación de los partidos comunistas en filiales del Komintern ruso, dominado por Moscú. Dentro del «mundo totalitario» dominaba el aparato policial en forma de policía secreta, OGPU o Gestapo.
El número de judíos u otros grupos asesinados en los campos de exterminio y concentración nazis o de los muertos en la «guerra de depredación» son demostrables. Desde las fuentes que poseía Arendt, una cuantificación precisa de las víctimas del estalinismo no era posible. Los asesinatos iban desde las liquidaciones en los gulag, hasta las pérdidas durante la colectivización de la tierra, los Procesos de Moscú o la limpieza general de toda la burocracia. Arendt se apoyó, entre otras cosas, en informaciones de intelectuales jóvenes rusos contemporáneos sobre las «purgas masivas, secuestros y exterminio de pueblos enteros».
Hannah Arendt describe los campos de concentración y exterminio como instituciones de experimentación que servían para la eliminación de personas, la humillación de individuos y para demostrar que los seres humanos pueden ser dominados totalmente. La identidad, la pluralidad y la espontaneidad debían ser aniquiladas. Los campos eran centrales para la conservación del poder; los crímenes y las crueldades eran tan espantosos, el terror tan grande, que fácilmente les resultaban increíbles a aquellos que no estaban implicados. De hecho, la verdad de las víctimas ofendía el sentido común. Los «anuncios» de Hitler, «repetidos cientos de veces, diciendo que los judíos eran parásitos que había que exterminar», no eran creídos.
El terror frente al «mal radical» trae consigo el conocimiento de que para esto no hay ninguna medida política, histórica ni moral.
Los campos de concentración están siempre fuera del sistema penal normal. Se basan en el «homicidio de la persona jurídica». El ser humano es reducido a: «judío», «portador de bacilos», «exponente de clases en desaparición». En el caso de los criminales y los presos políticos, según Arendt, la aniquilación de la persona jurídica no es posible por entero, «ya que saben por qué están allí». Empero, la mayoría de los presos era completamente inocente. Precisamente esos fueron los liquidados en las cámaras de gas, mientras que los auténticos enemigos del régimen eran, a menudo, asesinados antes. La «desaparición de los derechos» del ser humano es una «condición previa para su dominio total» y es válida para cualquier habitante de un sistema totalitario.
A esto se añade el «asesinato de la persona moral». Se trata de un sistema del olvido, que alcanzaba hasta los círculos familiares y de amistades de los afectados. La muerte se anonimizaba. Obrar de forma moral y las cuestiones de conciencia no eran posibles. Arendt cita el informe de Albert Camus sobre una mujer a la que los nazis le hicieron elegir cuál de sus tres hijos debía ser asesinado.
Lo único que queda entonces para evitar la conversión de las personas en «cadáveres vivientes» es la conservación de la «diferencia, la identidad». Hannah Arendt tiene muy presente las condiciones en los transportes a los campos, la decalvación, el desnudo, la tortura y el asesinato. Mientras que las SA asesinaban con «odio» y «brutalidad ciega», el asesinato en el campo de concentración era un «acto de aniquilación mecanizado», en parte sin «bestialidad individual», realizado por personas normales, que habían sido educadas para pertenecer a las SS.
El terror, como esencia de un gobierno totalitario, produce inicialmente una peculiar fuerza de atracción sobre personas modernas desarraigadas, para hacer más tarde las masas más densas y destruir todas las relaciones entre las personas. El principio es la ideología, «la coacción interna», reinterpretada y asimilada de tal forma que las personas, llenas de miedo, desesperación y abandono, son impulsadas a su propia muerte, si «uno mismo» pertenece, al fin y al cabo, a los «superfluos» o «parásitos».
Al final, Arendt subraya que el dominio total, el totalitarismo, no se derrumba en un largo proceso, sino que lo hace de forma repentina, negando los seguidores su participación en los crímenes e incluso su pertenencia al movimiento.

### La condición humana(Vita activa)
Al contrario que Heidegger, Arendt basaba su pensamiento en el nacimiento del individuo y no en la muerte. Su segunda obra principal, The Human Condition, La condición humana, publicado en 1958 y traducido al alemán por ella misma con el título Vita activa oder Vom tätigen Leben (1960), está dedicada principalmente a la filosofía y en ella Hannah Arendt desarrolla esta idea del nacimiento.
Con el nacimiento empieza la capacidad de realizar un nuevo comienzo. El individuo tiene la tarea de configurar el mundo, en conexión con las demás personas. Con ello hace referencia a las condiciones básicas de la vida activa del ser humano, que Arendt limita a «trabajar, producir, actuar» (Arbeiten, Herstellen, Handeln). Distingue de eso la «esencia» o «naturaleza» del ser humano, que no es posible definir conceptualmente y no son accesibles al conocimiento humano. Los intentos de definirlas terminan «habitualmente con alguna clase de construcciones de algo divino».
La acción está, desde su punto de vista, más estrechamente ligada al nacimiento que el trabajar y el producir.

#### Trabajar y producir
El trabajo o labor sirve a la subsistencia del individuo y de la especie. En consecuencia, el trabajo pertenece necesariamente a la vida humana, pero también a todo otro ser vivo. El trabajo no está, así lo considera Arendt, ligado a la libertad, sino que representa una coacción a la conservación de la vida, que subyace continuamente al hombre desde su nacimiento hasta la muerte.
Sobre la base del trabajo, el individuo comienza a reflexionar sobre la finitud de su existencia. Para huir de esa certeza, el hombre erige un mundo propio artificial, paralelo al natural, para el que produce objetos de diferentes materiales. Arendt parte de que este mundo es estable y que el individuo puede construir relaciones personales con los objetos y fenómenos producidos. Un ejemplo es el sentimiento de «volver a casa». En un mundo en constante cambio, el ser humano no puede sentirse en casa.
La distinción introducida por Arendt entre arbeiten («trabajar», «laborar») y herstellen («producir», «fabricar») también se refiere a la producción (Produktion). Como productos del trabajo (Produkte der Arbeit) menciona los bienes de consumo, que son «consumidos», mientras que productos de la fabricación o construcción (Produkte des Herstellens) son aquellos que son «necesitados» o «usados» (gebraucht).

#### Acción
Finalmente, la acción, das Handeln, en tanto sirve a la fundamentación y conservación de la comunidad política, crea las condiciones para una continuidad de las generaciones, para el recuerdo y, de esta forma, para la historia. Transcurre entre los individuos y muestra a la vez la singularidad, la diferencia y el pluralismo del ser humano. El ser humano singular puede, según Arendt, sobrevivir en una sociedad sin jamás trabajar o producir algo por sí mismo.
La acción consiste en la actividad mediante la cual los seres humanos pueden transformar el mundo de la vida política; para ello se requiere de la participación de la comunidad, de la existencia de un espacio público en el que los ciudadanos puedan obrar, expresar y deliberar libremente.  La comunicación, es decir, «encontrar la palabra adecuada en el momento oportuno», ya es acción. «Muda lo es sólo la violencia y, ya sólo por esa razón, la mera violencia jamás podrá reivindicar grandeza». Arendt recalca: a pesar de que el individuo sepa que es un ser humano, sin acción no será reconocido como tal por los demás. El título elegido para la edición alemana, Vita activa, hace referencia a este curso de pensamientos.
La acción se realiza en el espacio público. Para Arendt, la forma más clara de su realización se encontraba en la polis griega, donde el trabajo transcurría en el espacio privado del hogar –con todas las consecuencias de un despotismo–, mientras que la acción transcurría en el espacio público del ágora. Este lugar público era el de la vita activa, de la comunicación, la conformación y la libertad política entre iguales.

#### Del proceso de comprensión en el espacio político a la sociedad de masas
Por el contrario, según Arendt, durante la Edad Media se produjo un desplazamiento sobre la base de la dogmática cristiana. La libertad suprema para el ser humano estaba entonces en la «vita contemplativa» dirigida a Dios. En ello se valoraba el elemento de la fabricación artesana o artística por encima del pensamiento (filosófico) y la acción (política). El hombre se convirtió en el Homo faber, es decir, creador de un mundo artificial. El «mudo asombro» que desde la filosofía antigua era considerado como «el principio y el fin de toda filosofía» y que solo era accesible a unos pocos, perdió significado en favor de la «mirada intuitiva y contemplativa de los trabajadores artesanales».
Arendt critica la filosofía cristiana occidental. Aunque la mayoría de los filósofos se expresaron sobre cuestiones políticas, prácticamente ninguno tomó inmediatamente parte del discurso político. Consideraba como única excepción a Maquiavelo. A pesar de que con Hegel lo político experimentó una revalorización, Arendt se dirige sobre todo contra la idea de Hegel de la necesidad del desarrollo histórico. La idea del absoluto como meta de la historia lleva a la ideología, así a la justificación de prácticas no democráticas y, finalmente, a las formas del totalitarismo.
El individuo moderno también se aleja de lo político a causa de la «radical subjetividad de su vida emocional» debido a «conflictos internos interminables». Los individuos son normalizados socialmente; los desvíos de esa norma son descartados como asociales o anormales. Se llega al fenómeno de la sociedad de masas, con el dominio de la burocracia. En el proceso se igualan las clases y las agrupaciones sociales y son controladas con el mismo poder. La igualación, el conformismo en lo público lleva a que lo característico y la «particularidad» se conviertan en asuntos privados de los individuos. Grandes masas de personas desarrollan la tendencia al despotismo, o bien de un individuo, o bien de la mayoría.
También en la idea de la historicidad de Heidegger como condición fundamental de la existencia humana encuentra la autora que el pensamiento está anclado en la contemplación. Una «vita activa» implica sin embargo hacer preguntas sobre los principios de lo político y las condiciones de la libertad. Arendt, al igual que Jaspers, veía la filosofía moral de Kant, en la que la cuestión sobre las condiciones de la pluralidad humana estaba en primer plano, como una aproximación a esto. Kant no sólo había contemplado como legisladores y jueces a los hombres de estado y los filósofos, sino a todos los seres humanos, y habría llegado así a la exigencia de una república, a la que la investigadora se adhiere.
En esta obra, Arendt estudia la transformación histórica de conceptos como libertad, igualdad, felicidad, espacio público, privacidad, sociedad y política, y describe con exactitud el cambio de significado en el contexto histórico correspondiente. Su punto de referencia es la Antigua Grecia, en especial, la época del diálogo socrático. Según su modo de ver, hay que anclar en el presente los espacios perdidos de lo político modificados y, con ello, intentar hacer que sean fértiles las capacidades de los individuos libres que piensan y actúan de forma política, y que intentan distinguirse unos de otros. Arendt ve como contrario a esto el difundido behaviorismo, cuyo objetivo es «reducir» al ser humano en todas sus actividades «al nivel de un ser vivo condicionado por todas partes y que se comporta de forma correspondiente».

### Sobre la revolución
En el libro On Revolution (1963, editado en alemán en 1965, con el título Über die Revolution) analiza e interpreta las revoluciones francesa y estadounidense, aunque también menciona otras. Hace una crítica de las sociedades que surgieron de esas revoluciones. Para ello emplea un concepto de «revolución» distinto al habitual. Su principal objetivo es determinar las características esenciales del «espíritu revolucionario». Reconoce estas como la posibilidad de comenzar algo nuevo y la acción común del ser humano.

In der Sprache des 18. Jahrhunderts heißen [die Prinzipien des revolutionären Geistes] öffentliche Freiheit, öffentliches Glück, öffentlicher Geist.
En el lenguaje del siglo XVIII, [los principios del espíritu revolucionario] se llaman libertad pública, felicidad pública y espíritu público.
Arendt.

Arendt plantea la pregunta de por qué el «espíritu de la revolución» no encontró ninguna institución y por tanto se perdió. Para esta cuestión parte de Thomas Jefferson que, tras su mandato como tercer presidente de los Estados Unidos, reflexionó en su correspondencia sobre lo ocurrido. Como propuesta de solución, Arendt contempla el ward-system de Jefferson, que también llama «Elementarrepubliken», «repúblicas elementales».
Según Jefferson, tras la Revolución norteamericana y la introducción de la Constitución, no hubo ninguna institución en la que el pueblo pudiera aportar algo a los asuntos públicos. La ancestral relación entre gobernantes y gobernados se había mantenido. Antes y durante la Revolución estadounidense el pueblo podía participar activamente en los acontecimientos políticos en los townhalls, los ayuntamientos. Los inmigrantes hacían un buen uso de esa posibilidad. Sin embargo, tras la Revolución, las personas se retiraron cada vez más a su vida privada, perseguían sus intereses privados y se interesaban menos por los asuntos públicos.
Como alternativa a la democracia de partidos representativos, Arendt prefiere una república de consejos obreros o soviets. La democracia representativa no es capaz de dejar participar al pueblo en la vida política. Basándose en las experiencias posteriores a la Primera Guerra Mundial, señala que el sistema multipartidista es todavía menos atractivo que el sistema bipartidista inglés o estadounidense, ya que mantiene en su interior el carácter de la dictadura unipartidista.
Elementos del sistema de consejos obreros aparecen según Arendt en casi todas las revoluciones, hasta las de febrero y de marzo de 1848. Describe los consejos como pacíficos, no partidistas e interesados en construir un nuevo Estado. Los partidos, tanto de izquierdas como de derechas o revolucionarios, veían en los consejos y los soviets una fuerte competencia, por lo que suscitaron agitación en contra de ellos y, en último término, siempre tuvieron la posibilidad de aniquilarlos con ayuda del Estado.
Hannah Arendt prefería este sistema político a la democracia directa, porque en las democracias de partidos el ser humano se siente como gobernado, y ese no era precisamente el sentido de las revoluciones. En cambio, la posibilidad de la participación política a distintos niveles se acerca mucho más a las ideas de lo político de Arendt, que subraya:

daß keiner glücklich genannt werden kann, der nicht an öffentlichen Angelegenheiten teilnimmt, daß niemand frei ist, der nicht aus Erfahrung weiß, was öffentliche Freiheit ist, und daß niemand frei oder glücklich ist, der keine Macht hat, nämlich keinen Anteil an öffentlicher Macht.
que no se puede llamar feliz a quien no participa en las cuestiones públicas, que nadie es libre si no conoce por experiencia lo que es la libertad pública y que nadie es libre ni feliz si no tiene ningún poder, es decir, ninguna participación en el poder público.
Arendt.

### Pensar, querer, juzgar
Las obras Das Denken («El pensar») y Das Wollen («El querer») se publicaron de forma póstuma en 1989, editándose de nuevo en 1998 en la antología Vom Leben des Geistes («Sobre la vida del espíritu»). Este trabajo se basa a su vez en las clases que dio Arendt de 1973 a 1974. La tercera parte, Das Urteilen («El juicio»), fue recopilada por el politólogo Ronald Beiner basándose en los manuscritos de las lecciones de Arendt sobre Kant, sobre todo las de 1970, tras alguna preparación del material por parte de Mary McCarthy, la administradora del legado.
Arendt no quiere, tal como escribe en la introducción, con este título tan pretencioso actuar como «filósofo», como «pensadora de oficio» (según la expresión de Kant), pero tampoco dejarles el pensamiento exclusivamente a estos. El origen de sus estudios fue, entre otros, el libro sobre Eichmann, en el que analizó los «actos monstruosos» de un malhechor «corriente» e «irreflexivo». Esto llevó a la cuestión de si el pensamiento, es decir, la costumbre de investigarlo todo, sin consideración de los resultados, pertenece a las condiciones que protegen al ser humano de hacer el mal.

#### El pensar
En su obra sobre El pensar, Arendt amplía las ideas de Vita activa (La condición humana), describiendo desde ahora la «vita contemplativa», es decir, las actividades intelectuales, como su igual o incluso como superior a aquella. Trata de corroborar sus afirmaciones en el libro de Eichmann sobre la «banalidad del mal» con la tesis de que este tipo de actos malvados están relacionados con el «defecto de pensamiento», con la «irreflexividad» (Gedankenlosigkeit). Plantea la cuestión siguiente:

Könnte vielleicht das Denken als solches – die Gewohnheit, alles zu untersuchen, was sich begibt oder die Aufmerksamkeit erregt, ohne Rücksicht auf die Ergebnisse und den speziellen Inhalt – zu den Bedingungen gehören, die die Menschen davon abhalten oder geradezu dagegen prädisponieren, Böses zu tun?
¿Podría quizás el pensamiento como tal –la costumbre de investigar todo lo que ocurre o llama la atención sin tener en cuenta los resultados y su contenido especial– pertenecer a las condiciones que impiden o que por el contrario predisponen a los seres humanos a hacer el mal?
Arendt.

Como lema colocó en la introducción un pequeño texto de Was heißt Denken? («¿Que significa pensar?») de Heidegger, en el que se destaca el significado del pensamiento en sí.
De nuevo, Arendt persigue los conceptos remontando hasta su origen. Ética y moral, según Arendt, son las expresiones griegas y romanas para costumbre y hábito. El término (alemán) Gewissen (conciencia moral), en cambio, significa «saber uno mismo» y pertenece a todos los procesos del pensamiento. Considera que solo las «personas buenas» son capaces de desarrollar una mala conciencia, mientras que criminales habitualmente poseen una buena conciencia. Ética y moral (literalmente: costumbres y hábitos) habrían partido, en lo fundamental, de la premisa contraria.
Desde la Antigüedad, el pensamiento es una forma de acción. Arendt diferencia su comprensión del pensamiento tanto de Platón y Aristóteles, que entendían el pensamiento como observación pasiva, como del cristianismo, que convirtió la filosofía en la «criada de la teología» y el pensamiento en meditación y contemplación. También es crítica con el enfoque moderno, en el que el pensamiento sirve principalmente a la ciencia empírica. Considera las matemáticas, en cuanto pensamiento puro, como la «reina de las ciencias». Critica la hegemonía de las ciencias naturales como modelo de explicación para todos los fenómenos, también los sociales y políticos, y señala la importancia de la reflexión sobre las limitaciones de la vida humana.
El significado del pensamiento en la vida pública, que se transforma cada vez más en vida laboral, retrocede en gran medida. La «vita activa», el producir y el actuar, vencen a la «vita contemplativa», la búsqueda de sentido, que inicialmente –sobre todo durante la Edad Media– fue prioritaria. En consecuencia el ser humano cae en un dilema, ya que, por una parte, precisamente se enfatiza la  individualidad en la sociedad de masas democrática, pero, por otra, la sociedad de masas pone límites a la discusión en el espacio público.
En este tratado, basado en sus notas para sus lecciones, comenta el pensamiento de numerosos filósofos que han razonado sobre el pensamiento –como contemplación del ser–. En este contexto, trató toda su vida a los grandes pensadores como si fuesen contemporáneos, al igual que hiciera Jaspers.
Mientras que el pensamiento está presente como algo invisible en toda experiencia y tiende a generalizar, las otras dos actividades espirituales están mucho más próximas al mundo de los fenómenos, el «Erscheinungswelt», porque se trata siempre de lo «individual»: de realizar juicios sobre el pasado, cuyos resultados son una preparación para el querer.

#### La voluntad
Según Arendt, la voluntad radica en el apetito de las criaturas, así como en el pensamiento racional. Destaca el significado de la voluntad como el talento propio del ser humano de superar lo viejo para poder comenzar con lo nuevo. Esa voluntad, unida a la «natalidad» de los seres humanos no iguales, sino que piensan de forma divergente («Differenz»), posibilita por una parte la libertad, pero por otra contiene el peligro de la acción completamente espontánea e intuitiva. Deja claro: «las acciones libres del ser humano son infrecuentes».
Junto a su historia, Arendt persigue el concepto de la voluntad. Habría sido desconocido en la Antigua Grecia y solo habría ganado gran significación en la época moderna, en relación con el de la interioridad («la experiencia interna»).
En paralelo, investiga la voluntad como una facultad interna del ser humano para decidir con qué figura quiere mostrarse al mundo fenoménico («Erscheinungswelt»). Según eso, la voluntad crea con sus proyectos la «persona», por así decirlo, que puede hacerse responsable de su carácter (su «ser» completo). Aquí se desmarca de las influyentes tesis marxistas y existencialistas, que consideran al hombre como creador de sí mismo. Esta falsa conclusión corresponde a la insistencia moderna en la voluntad como sustituta del pensamiento.

#### El juicio
Al igual que hizo treinta años antes en su trabajo sobre la filosofía existencial de Heidegger y Jaspers, Arendt toma posición en el problema de los universales medieval y de nuevo a favor del nominalismo. En su fragmento Das Urteilen. Texte zu Kants politischer Philosophie («El juicio. Textos sobre la filosofía política de Kant»), publicado de forma póstuma sin permiso, reflexiona sobre el llevar a cabo juicios como algo subjetivo. Estudia la teoría del «juicio estético» en la Crítica del juicio de Kant, considerando el juicio estético como modelo para el juicio político. Este juicio se basa en el pensamiento sin la mediación de un concepto o un sistema. Como ejemplo, Arendt menciona que cuando se califica una rosa de hermosa, se llega a ese juicio sin pasar por la generalización de que todas las rosas son bellas y que por tanto esta también. Así que no existe una categoría «rosas» o una «naturaleza de la rosa», más bien solo la rosa individual, que es juzgada por cada persona desde su perspectiva personal. El conocimiento de los diferentes puntos de vista es designado por Arendt como «pensamiento representativo». Este pensamiento presupone tomar una posición en el mundo que no es la propia, sin abandonar la propia identidad.
Los juicios no se basan, pues, en una representación moral determinada e interiorizada. La facultad de juzgar de la que dispone el ser humano, según entiende Arendt, tiene algo que ver con la capacidad de actuar, de tomar el punto de vista del otro y, en el proceso, de abstraerse de la propia voluntad.

## Obras (selección)
- 1929: El concepto del amor en san Agustín: Ensayo de una interpretación filosófica. Tesis doctoral, dirigida por Karl Jaspers. Trad. de Agustín Serrano. Madrid, Encuentro, 2001, ISBN 978-84-7490-632-5. La versión española ha sido traducida de Love and Saint Augustine, editado por Joanna Vecchiarelli Scott y Judith Chelius Stark, Prensas Universitarias de Chicago, 1996. La versión alemana original se titula Der Liebesbegriff bei Augustin. Versuch einer philosophischen Interpretation. Berlín, 1929. Reeditado por Philo Verlagsgesellschaft, Berlín, 2003, ISBN 3-86572-343-8.

- 1951 Los orígenes del totalitarismo. Trad. de Guillermo Solana. Taurus, 1974. Traducción reeditada por Alianza Editorial, 2006, con prólogo de Salvador Giner ISBN 978-84-206-4771-5. Orig. en inglés, The Origins of Totalitarianism; Nueva York, 1951; versión alemana: Elemente und Ursprünge totaler Herrschaft, Fráncfort del Meno, 1955; 10.ª ed. Piper, Múnich, 2003 {ISBN 3-492-21032-5}.

- 1958 Rahel Varnhagen: vida de una mujer judía. Trad. de Daniel Najmías. Barcelona, Lumen, 2000 {ISBN 978-84-264-4958-0}. Edic. orig. en inglés: Rahel Varnhagen: The Life of a Jewess, Londres, 1958; vers. alem. Rahel Varnhagen: Lebensgeschichte einer deutschen Jüdin aus der Romantik. Piper, Múnich, 1959; reediciones en alemán: 1981, 1998 {ISBN 3-492-20230-6}.

- 1958 La condición humana. Trad. Ramón Gil. Barcelona, Paidós, 1993 {ISBN 84-7509-855-X}. Edic. orig. en inglés: The Human Condition, University Press, Chicago, 1958. Edic. en alemán: Vita activa oder vom tätigen Leben, Kohlhammer, Stuttgart, 1960; Piper, Múnich, 1967, 3.ª ed. 2002 {ISBN 3-492-23623-5}.

- 1961 Entre el pasado y el futuro. Ocho ejercicios sobre la reflexión política. Trad. Ana Poljak. Península, 1993, 2003 {ISBN 84-8307-535-0}. Versión alemana: Zwischen Vergangenheit und Zukunft. Übungen im politischen Denken I, compilación de textos de 1954–1964 editados por Ursula Ludz, Piper, Múnich, 1994, 2.ª edic. revisada, 2000 {ISBN 3-492-21421-5}. Incluye, entre otros, Between Past and Future (1961, ampliado en 1968); Die Krise in der Erziehung (1958), Wahrheit und Politik (1967).

- 1963 Eichmann en Jerusalén. Un estudio sobre la banalidad del mal. Trad. de Carlos Ribalta. Barcelona, Lumen, 1967, 1999, 2003 {ISBN 978-84-264-1345-1}. En inglés: Eichmann in Jerusalén: a Report on the Banality of Evil (1963), originalmente publicado en la revista New Yorker. Versión en alemán: Eichmann in Jerusalem. Ein Bericht von der Banalität des Bösen, Piper, Múnich, 1964; 14.ª edic. 1986 {ISBN 3-492-20308-6}.

- 1963 Sobre la revolución. Trad. Pedro Bravo. Revista de Occidente, 1967. Reeditado por Alianza Editorial, 1998, 2004. ISBN 84-206-5806-5. Original en inglés: On Revolution, Nueva York, 1963; versión alemana: Über die Revolution, Piper, Múnich, 1963, 4.ª ed. 2000 {ISBN 3-492-21746-X}.

- 1968 Hombres en tiempos de oscuridad. Trad. Claudia Ferrari. Barcelona, Gedisa, 1990. En alemán: Menschen in finsteren Zeiten. Ensayos y otros textos (1955–1975) editados por Ursula Ludz, Piper, Múnich, 2001 {ISBN 3-492-23355-4}. Walter Benjamin; Bertolt Brecht; Hermann Broch; Rosa Luxemburgo. Traducción de Luis Izquierdo y José Cano Tembleque. Anagrama, Barcelona, 1971. 204 pp. (Texto original: Men in Dark Times, Harcourt, Brace and World, Inc. Nueva York, 1968.)

- 1969 «Martin Heidegger, el octogenario», Revista de Occidente, n.º 84, pp. 261 ss. También en «Martin Heidegger o el pensamiento como actividad pura», Archipiélago, n.º 9, 1992 («Martin Heidegger ist achtzig Jahre alt», Merkur 23, n.º 10, pp. 893-902).

- 1969 Crisis de la República. Trad. de Guillermo Solana. Madrid, Taurus, 1973, 1988. (Crisis of the Republic).

- 1970 Sobre la violencia. Trad. de Guillermo Solana. Madrid, Alianza Editorial, 2005.  ISBN 84-206-5980-0 (On Violence, Nueva York y Londres, 1970. Versión alemana de Gisella Uellenberg revisada por la autora: Macht und Gewalt, Piper, Múnich, 1970; 15.ª ed. 2003 {ISBN 3-492-20001-X}).

- 1972 Crisis de la República, incluye «La mentira en política», «Desobediencia civil», «Sobre la violencia» y «Política y Revolución. Un comentario». Trad. de Teresa Arijon y Edgardo Russo. Buenos Aires, El cuenco de plata, 2005. ISBN 978-987-3743-40-5 (Crises of the Republic, New York: Harcourt, Brace, Jovanovich, 1972).

- 1972 Verdad y mentira en la política, trad. Roberto Ramos Fontecoba, Página Indómita, Barcelona, 2017 (Wahrheit und Lüge in der Politik, Piper Verlag, Múnich, 1972).

- 1978 La vida del espíritu. Trad. Fernando Montoro y Ricardo Vallespín. Madrid, Centro de Estudios Constitucionales, 1984. Trad. reeditada por Paidós en Barcelona. ISBN 978-84-493-1251-9. Obra publicada póstumamente (basada en las conferencias Gifford de 1972-1974), primero en inglés: The Life of the Mind, Nueva York, 1978; en alemán: Vom Leben des Geistes. Vol. 1 Das Denken; vol. 2 Das Wollen; Piper, Múnich, 1979; también en un solo tomo (Piper, 1998, 2002) {ISBN 3-492-22555-1}.

- 1978 The Jew as a Pariah: Jewish Identity and Politics in the Modern Age.

- 1982 Conferencias sobre la filosofía política de Kant. Trad. de Carmen Corral. Barcelona, Paidós, 2003 {ISBN 84-493-1387-2}. Lectures on Kant's Political Philosophy, Chicago, 1982. Versión alemana: Das Urteilen. Texte zu Kants politischer Philosophie, Piper, Múnich, 1985, ISBN 3-492-22560-8. Lecciones de 1970, publicadas póstumamente.

- 1994 Ensayos de comprensión. 1930-1954. Formación, exilio y totalitarismo, ed. pról. y notas Jerome Kohn, trad. Roberto Ramos Fontecoba, Barcelona, Página Indómita, 2018 (Essays in Understanding, 1930-1954: Formation, Exile, and Totalitarianism, Nueva York, Harcourt Brace, 1994).

- 1997 «¿Qué es la política?» Traducción de Rosa Sala Carbó. Barcelona, Paidós, 1997. ISBN 84-493-0405-9. Título original: «Was ist Politik? Aus dem NachlaB» (1993. R. Pipper GmbH & Co. KG, Munich).

- 2002 Diario filosófico 1950-1973. Trad. de Raúl Gabás. Barcelona, Herder, 2006. 2 vols (Vol. I: 'Diario filosófico 1950-1973', páginas 1 a 800. Vol II: 'Notas y apéndices', páginas 801 a 1174). ISBN 84-254-2340-6 (Denktagebuch 1950–1973. Editado por Usula Ludz e Ingeborg Nordmann. 2 volúmenes. Piper Verlag, Múnich y Zürich, 2002 ISBN 3-492-04429-8).

- 2003 Responsabilidad y juicio. Ed. Jerome Kohn. Barcelona, Paidós, 2007. ISBN 978-84-493-1993-8 (Responsibility and Judgment, Random House, 2003, ISBN 978-0-8052-4212-6).

- Hannah Arendt / Martin Heidegger: Correspondencia 1925-1975 y otros documentos de los legados. Editada por Úrsula Ludz. Traducción de Adan Kovacsics. Editorial Herder, Barcelona, 2000. ISBN 84-254-2109-8. (Briefe 1925 bis 1975 und andere Zeugnisse, Vittorio Klostermann GmbH, Fráncfort del Meno, 1999).

- Hannah Arendt / Karl Jaspers: Correspondencia 1926-1969. Publicado en 1992 por Lotte Köhler y Hans Saner: Correspondence 1926-1969, Nueva York; en alemán: Briefwechsel 1926–1969, Piper, Múnich, 2001, ISBN 3-492-21757-5.

- Hannah Arendt / Mary McCarthy: Entre amigas. Correspondencia entre Hannah Arendt y Mary McCarthy.  Edición, introducción y prólogo de Carol Brightman. Traducción de Ana María Becciú. Barcelona, Lumen, 1999 (hay reedición en 2006). ISBN 978-84-264-1611-7. (Between Friends: The Correspondence of Hannah Arendt and Mary McCarthy 1949-1975. Nueva York, Secker & Warburg, 1995; alem.: Im Vertrauen. Briefwechsel 1949–1975, Múnich, 1995, ISBN 3-492-22475-X).

- Karl Marx y la tradición del pensamiento político occidental. Trad. de Agustín Serrano de Haro. Madrid, Encuentro, 2007.

- 2013 La última entrevista y otras conversaciones, trad. Ana González y Diego Ruiz, Página Indómita, Barcelona, 2016 (The Last Interview and Other Conversations, Melville House, Nueva York, 2013).

- 2014 «La gran tradición», Eunomía: revista en cultura de la legalidad, num. 6. Trad. Alfonso Ballesteros.

- 2017 En el presente. Ensayos políticos, trad. Roberto Ramos Fontecoba, Página Indómita, Barcelona.

- 2018 Pensar sin asideros. Ensayos de comprensión, 1953-1975 (2 vols.), ed. pról. y notas Jerome Kohn, trad. Roberto Ramos Fontecoba, Página Indómita, Barcelona, 2019 (Thinking Without a Banister: Essays in Understanding, 1953-1975, Schocken Books, Nueva York, 2018).

- 2020 Responsabilidad personal y colectiva, trad. Roberto Ramos Fontecoba, Página Indómita, Barcelona, 2020.

- 2023 Libertad y política. Una conferencia, trad. Roberto Ramos Fontecoba, Página Indómita, Barcelona, 2023.

## Influencia
Arendt se hizo famosa con su libro Los orígenes del totalitarismo. Esta obra, que en la actualidad pertenece al canon de la formación política, le trajo muchos apoyos e innumerables invitaciones para conferencias. «Fue la primera teórica que entendió el totalitarismo como una nueva forma de poder político en la historia de la humanidad». Sirvió en parte como base para un concepto ampliado del totalitarismo y como argumento contra la Unión Soviética post estalinista durante la  Guerra Fría. Como consecuencia, fue criticada una y otra vez por socialistas más bien ortodoxos.
Sin embargo, en el ámbito académico y también en parte de la intelectualidad de izquierda, a la vez, no solo se apreciaban sus estudios sobre el nazismo, sino que también sus tempranos análisis del estalinismo como sistema totalitario. Sobre todo en los EE. UU. y en Francia estos debates fomentaron el nacimiento de una Nueva Izquierda no dogmática.
El filólogo estadounidense y activista palestino Edward Said, cuya obra se centra en el poscolonialismo, consideraba a Hannah Arendt como uno de los teóricos del imperialismo que orientan tanto «de forma imperialista como antiimperialista», basándose en la crítica de Arendt del escritor Joseph Conrad en The Origins of Totalitarism.
Su maestro, Karl Jaspers, calificó el libro en el prefacio de la tercera edición como «historiografía de gran estilo». Comentó que había sido elaborado con los medios de la investigación histórica y el análisis sociológico. La obra daría «la visión profunda a través de la cual una forma de pensamiento filosófico comienza a ser capaz de juzgar en la realidad política». Según Jaspers, Arendt no da consejos, sino que transmite conocimientos que sirven a la dignidad humana y a la razón.
Sobre todo en la década de 1960, su reportaje sobre el proceso a Eichmann en Jerusalén produjo una gran controversia. Las memorias de Eichmann, que muestran su fuerte y sustantivo antisemitismo, todavía no estaban disponibles para Arendt cuando escribió tanto los reportajes como el libro. Gran parte de los críticos señalan hoy en día que Arendt subestimó el antisemitismo de Eichmann como motivación. La obra todavía es rechazada o ignorada a menudo, pero a la vez encuentra cada vez más reconocimiento y atención –como todas las obras de Arendt–. Así, por ejemplo, Jan Philipp Reemtsma señaló en 1998 que, desde el libro sobre Eichmann de Arendt, o incluso desde antes, tratar de explicar con la enfermedad las acciones del autor de un delito («patologización del criminal») ya no era válido.
El sociólogo Hauke Brunkhorst estudió en 1999 la relación entre Habermas y Arendt. En la década de 1970 «Jürgen Habermas descubrió las coincidencias de su teoría de la acción comunicativa con la teoría de Arendt sobre el poder y la violencia, creando el concepto de “poder comunicativo”». Pero Habermas mantuvo su distancia con «el aristotelismo de Arendt y [...] con su crítica de la Revolución francesa». Los discípulos de Habermas Dubiel, Ulrich Rödel y Günther Frankenberg intentaron en su obra Die demokratische Frage (1990; «La cuestión democrática») «reparar con ayuda de Arendt el déficit democrático de la antigua teoría crítica». Así, según Brunkhorst, comenzó la gran influencia de Hannah Arendt en la década de 1980, cuando la civil society (sociedad civil) estaba a la orden del día. La ocasión era, por una parte, la política neoliberal de Ronald Reagan y Margaret Thatcher y, por otra, la política de la Unión Soviética.
Seyla Benhabib se pregunta cómo se explica el renacimiento de Arendt. «Tras la caída del comunismo autoritario y desde que la teoría marxista está en retroceso en todo el mundo, el pensamiento de Hannah Arendt ha surgido como la teoría crítica política del momento post totalitario». También para el feminismo moderno es Arendt «un ejemplo impresionante y secreto de una de nuestras “anteriores madres”». En cambio, el movimiento feminista de las décadas de 1970 y 1980 apenas hacía referencia a sus obras, quizás debido a sus declaraciones antifeministas...
En los últimos años, Ralf Dahrendorf incluyó con reservas a Hannah Arendt entre los pocos pensadores humanistas independientes y libres del siglo anterior.

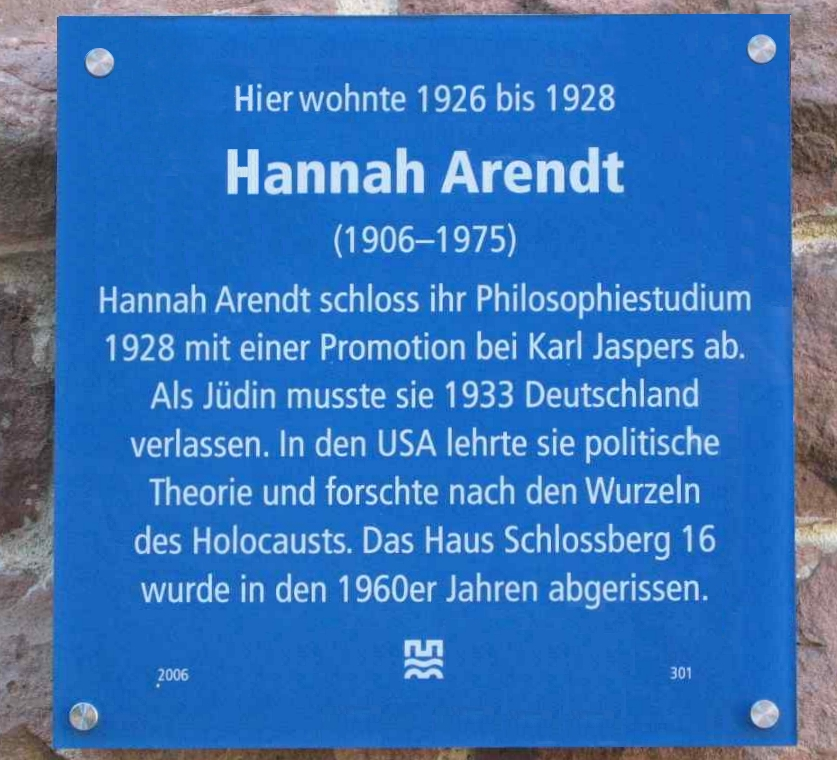
Placa conmemorativa (2006) en la vivienda de Arendt en Heidelberg, Schlossberg 16, bajo el Castillo de Heidelberg.

A Arendt se le reprochó a menudo que había subestimado la cuestión social. En 1972 respondió en una conversación con amigos que, por ejemplo, la construcción de viviendas era una cuestión de la administración, pero también contiene aspectos políticos, como el problema de la integración. Ella misma restringió cada vez más de forma explícita su pensamiento a lo político, poniendo de forma radical en cuestión las tradiciones y cosmovisiones.
Elisabeth Young-Bruehl señala que el concepto político de Arendt del perdón y del nuevo comienzo se puso en práctica quince años después de su muerte en la Comisión de la verdad y la reconciliación de Sudáfrica:

Sus ideas sobre el perdón y su libro sobre Eichmann influyeron y se vieron reflejados en la acción, el nuevo comienzo, que trajo la Comisión de la verdad y la reconciliación de Sudáfrica, que, por primera vez en la historia, convirtió el perdón en un principio guía para un Estado.

No existe ninguna escuela filosófica o política que se remonte a Hannah Arendt. Su extensa y variada obra ofrece la posibilidad de escoger párrafos y citas para justificar el punto de vista propio. Según sus propias palabras, al contrario que otros muchos intelectuales importantes contemporáneos, no fue nunca socialista o comunista, pero tampoco completamente sionista, ni se la podía incluir en ningún otro esquema. Esta es la razón de que durante mucho tiempo solo unos pocos científicos, como Ernst Vollrath, estudiaran en profundidad la obra completa de Arendt. Esto ha cambiado radicalmente en los últimos años. En la época de los postmodernos, su «pensamiento sin barandillas» individual es más bien apreciado, entre otras razones porque, como se señala a menudo, su camino vital e intelectual muestran una gran coincidencia.

## Legado

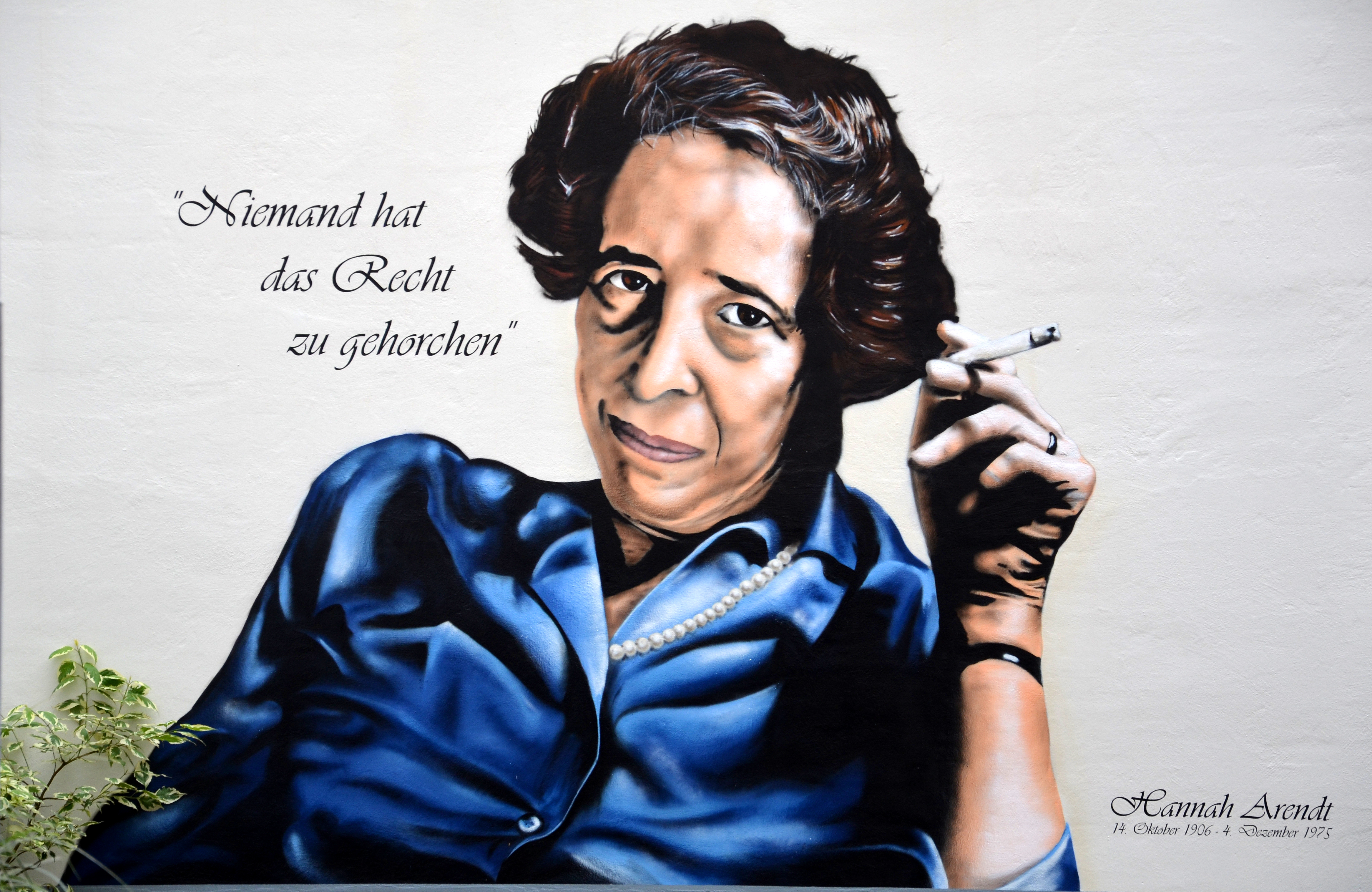
Grafiti de Hannah Arendt en su lugar de nacimiento en Lindener. La imagen fue reproducida de una fotografía de Käthe Fürst y muestra el famoso retrato de la filósofa con un cigarrillo y su famosa cita «Nadie tiene derecho a obedecer».

Desde 1995 se entrega el Premio Hannah Arendt al pensamiento político, financiado por la ciudad de Brema y la Fundación Heinrich Böll.
Desde 1993 trabaja la asociación «Instituto Hannah Arendt para el estudio del totalitarismo» (Hannah-Arendt-Institut für Totalitarismusforschung e.V., HAIT) en Dresde. El Instituto tiene por objetivo estudiar «las dictaduras totalitarias por derecho propio». Historiadores y sociólogos deben analizar de forma empírica las estructuras políticas y sociales del nazismo y del régimen de la República Democrática Alemana. El Instituto además realiza jornadas sobre Hannah Arendt y promueve publicaciones póstumas. El director hasta 2008, Gerhard Besier, controvertido por su cercanía a la cienciología, escribió en Die Welt sobre Arendt: «Pensamiento lógico, un concepto conciso, una construcción clara y madurada: estas cosas no eran su fuerte».
En Zúrich, donde Arendt leyó su ponencia Freiheit und Politik («Libertad y política») en 1958, se realizaron de 1996 a 2000 de forma anual las Jornadas de Hannah Arendt, que se ocupaban de su pensamiento político, cada año desde un nuevo punto de vista. Desde 1998 se realizan también en Hanóver todos los veranos eventos similares, cuyos resultados se publican.
En la Universidad Carl von Ossietzky de Oldenburgo, Antonia Grunenberg fundó en 1999 el Centro Hannah Arendt. Posee originales o copias de la mayoría de los documentos legados por Hannah Arendt. Además, editan los Hannah Arendt Studien, en forma de colección de libros. A esto hay que añadir las jornadas y otros eventos sobre las obras de Hannah Arendt y en general sobre la vida intelectual del siglo XX. La Sociedad Hannah Arendt húngara, que funciona desde 1997, se dirige sobre todo a los pedagogos y se ocupa, entre otras cosas, de formular una nueva definición de los Derechos Humanos apoyándose en la tesis de Arendt de que el asesinato masivo e industrial solo fue posible porque los Derechos Humanos no tuvieron fundamentación filosófica, ni habían fraguado de forma política, sino que simplemente fueron proclamados. Wolfgang Heuer edita en Berlín el Hannah-Arendt-Newsletter con colaboraciones en alemán, inglés y a veces en francés, en la que se han publicado trabajos inéditos de Arendt.
Aproximadamente desde el cambio de siglo se puede hablar de una auténtica explosión del pensamiento de Arendt en Alemania. En Hanóver, Marburgo y Heidelberg se han colocado placas conmemorativas en sus lugares de residencia. Se ha dado su nombre a algunas escuelas, calles y plazas. Se realizan actos públicos, simposios y exposiciones en su honor. En conmemoración del 30.º aniversario de su muerte en 2005 y, poco después, en conmemoración de su 100.º cumpleaños se editaron innumerables artículos y libros. En las universidades y otros centros de investigación, se interesaron por Hannah Arendt, aparte de filósofos, politólogos y otros estudiosos de las ciencias sociales, también historiadores y filólogos.
El asteroide 100027 Hannaharendt recibió su nombre (1990) en honor a la autora.
El Instituto de Formación Cultural y Política que Elisa Carrió fundó en mayo de 2004 en la Ciudad Autónoma de Buenos Aires lleva el nombre de Hannah Arendt.

## Películas
Hannah Arendt, directora: Margarethe von Trotta, con la participación de Barbara Sukowa, Alemania, Francia, Luxemburgo, 2012, 113 min.